# 14. Dezember
Der 14. Dezember ist der 348. Tag des gregorianischen Kalenders (der 349. in Schaltjahren), somit bleiben 17 Tage bis zum Jahresende.

## Ereignisse

### Politik und Weltgeschehen
- 1417: John Oldcastle, ein Anführer der Lollarden, wird in England als Häretiker hingerichtet. Vermutlich wurde er von William Shakespeare in der Figur des Falstaff verewigt.
- 1482: Der Münsinger Vertrag zwischen Eberhard V. von Württemberg-Urach und Eberhard VI. von Württemberg-Stuttgart hebt die Teilung der Grafschaft Württemberg nach dem Nürtinger Vertrag 1442 wieder auf. Eberhard V. wird als Eberhard I. Herrscher des vereinigten Württemberg und verspricht dafür Eberhard VI. das Nachfolgerecht.
- 1542: Die sechs Tage alte Maria Stuart wird schottische Königin. James Hamilton, 2. Earl of Arran, übernimmt für sie die Regentschaft.
- 1697: Im Alter von 15 Jahren wird Karl XII. zum König von Schweden gekrönt.

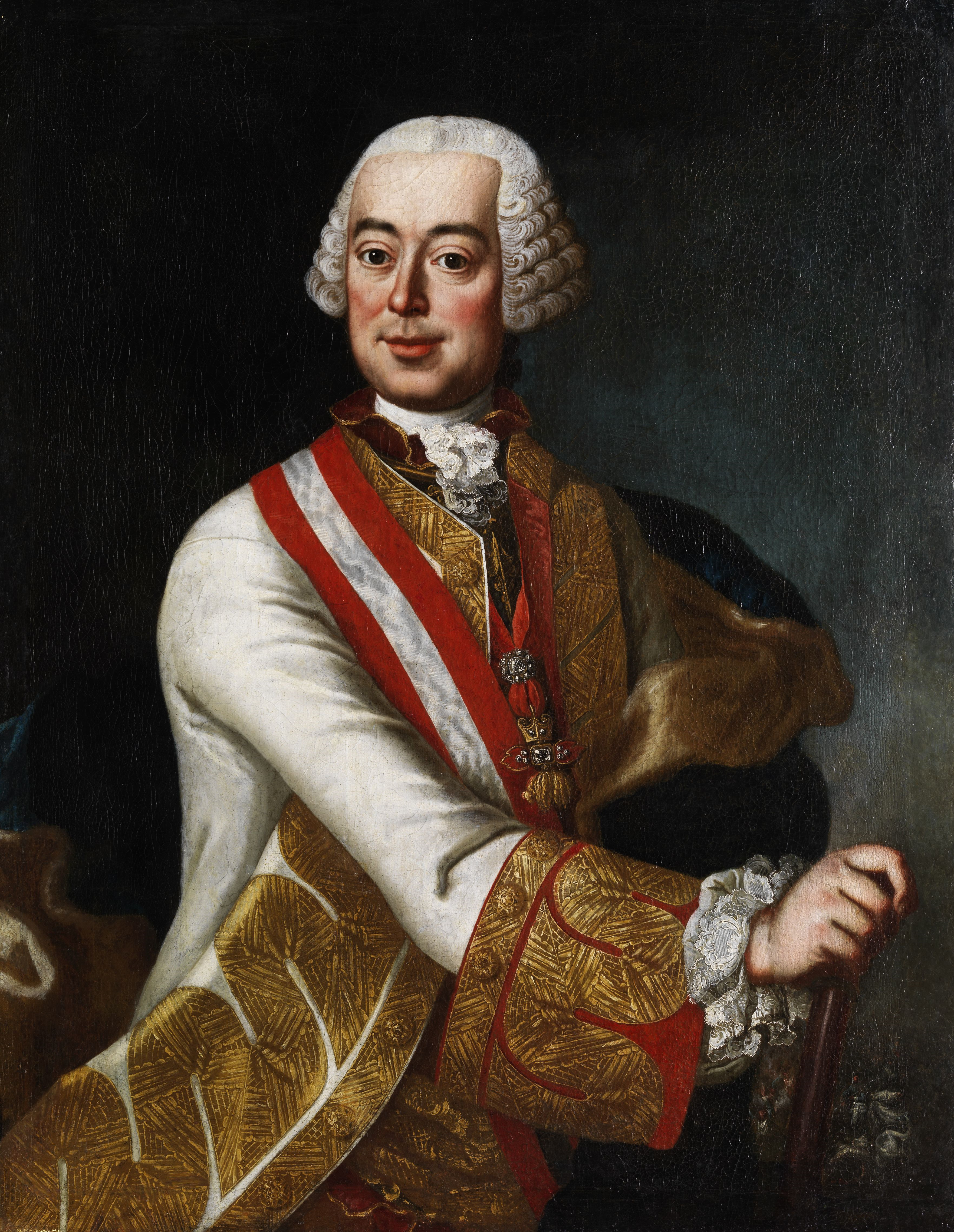
1751: Leopold Joseph Graf Daun

- 1751: In Österreich wird eine der ersten Militärakademien der Welt, die Theresianische Militärakademie, gegründet. Erzherzogin Maria Theresia ernennt Feldmarschall Leopold Josef Graf Daun zum ersten Kommandanten.
- 1788: Karl IV. wird nach dem Tod seines Vaters Karl III. König von Spanien.
- 1791: König Ludwig XVI. gründet in der Revolutionszeit die Französische Rheinarmee, die in den nachfolgenden Koalitionskriegen eingesetzt wird.
- 1800: In der zweitägigen Schlacht am Walserfeld gelingt es im Zweiten Koalitionskrieg den unterliegenden österreichischen Truppen, sich einer Einkesselung durch französische Einheiten zu entziehen. Jean-Victor Moreau quartiert seine Soldaten in der Folge in Salzburg ein.
- 1819: Alabama wird 22. Bundesstaat der USA.
- 1822: In Verona endet der Veroneser Kongress, das letzte Treffen der Monarchen europäischer Großmächte im Rahmen der Heiligen Allianz.
- 1902: Der Reichstag beschließt die Erhöhung der Zolltarife.
- 1903: Bayern richtet ein Verkehrsministerium ein.
- 1906: U 1, das erste deutsche U-Boot, wird von der Kaiserlichen Marine in Kiel in Dienst gestellt.
- 1909: In Belgien wird die Allgemeine Wehrpflicht eingeführt.
- 1911: Roald Amundsen und sein Team erreichen im Zuge der Fram-Expedition als erste Menschen den geographischen Südpol und errichten dort das erste Camp Polheim.
- 1916: In der ersten Volksabstimmung in Dänemark befürwortet die Mehrheit den Verkauf Dänisch-Westindiens an die Vereinigten Staaten.
- 1918: Friedrich Karl von Hessen, erst am 9. Oktober zum König von Finnland gewählt, dankt nach der Niederlage des Deutschen Reiches im Ersten Weltkrieg ab. Finnland wird Republik.
- 1918: Auf dem Rossio-Bahnhof in Lissabon wird der portugiesische Diktator Sidónio Pais bei einem Attentat erschossen. Pais' „Neue Republik“ (República Nova) bricht daraufhin zusammen. João do Canto e Castro übernimmt zunächst kommissarisch die Macht.
- 1918: Bei den „Khaki-Wahlen“ oder „Coupon-Wahlen“ im Vereinigten Königreich gewinnt die regierende liberal-konservative Koalition unter Premierminister David Lloyd George die Mehrheit.
- 1920: Im britischen Parlament wird der Government of Ireland Act beschlossen, mit dem Irland in die beiden autonomen Gebiete Nord- und Südirland mit jeweils eigener Verwaltung und eigenem Parlament geteilt wird.
- 1931: In Utrecht wird die faschistische Nationaal-Socialistische Beweging in den Niederlanden gegründet.
- 1933: Die neue deutsche Reichsregierung schließt mit der I.G. Farben das vielbeachtete Feder-Bosch-Abkommen und übernimmt damit Wirtschaftlichkeitsgarantien für die Produktion von synthetischem Benzin.
- 1939: Wegen des Überfalls auf Finnland wird die UdSSR aus dem Völkerbund ausgeschlossen.
- 1946: Die Generalversammlung der Vereinten Nationen entscheidet sich in London für New York City als ständigen Sitz der Organisation.
- 1950: Unter der Bezeichnung Hoher Flüchtlingskommissar der Vereinten Nationen richtet die UN-Vollversammlung eine Nachfolgeorganisation für eine entsprechende Institution des inzwischen aufgelösten Völkerbundes ein.
- 1954: In Bayern übernimmt eine Viererkoalition, bestehend aus SPD, BP, FDP und GB/BHE, unter Ministerpräsident Wilhelm Hoegner die Regierung.
- 1960: In Paris wird die Organisation für wirtschaftliche Zusammenarbeit und Entwicklung (OECD) gegründet.
- 1962: Die Welthungerhilfe wird in Bonn unter dem Namen Deutscher Ausschuss für den Kampf gegen den Hunger auf Initiative des deutschen Bundespräsidenten Heinrich Lübke gegründet.
- 1966: Willy Brandt wird Außenminister und Vizekanzler der Bundesrepublik Deutschland in der Großen Koalition. Sein Nachfolger als Regierender Bürgermeister von Berlin wird Heinrich Albertz.

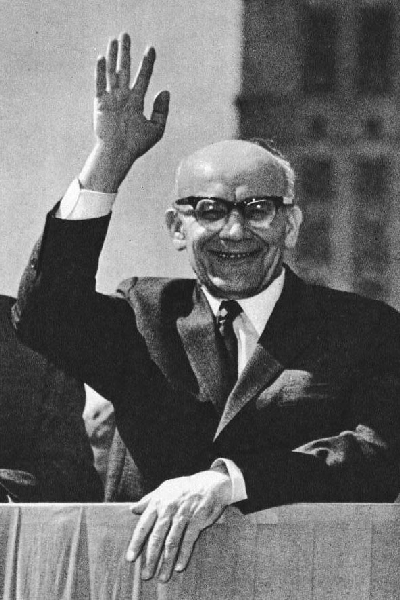
1970: Władysław Gomułka

- 1970: In Danzig und anderen polnischen Hafenstädten kommt es wegen massiver Preiserhöhungen zu Protesten gegen die Regierung Władysław Gomułkas und zu Auseinandersetzungen zwischen Arbeitern und der Polizei.
- 1979: Vera Brühne, am 4. Juni 1962 wegen Doppelmordes zu lebenslanger Haft verurteilt, wird durch den bayerischen Ministerpräsidenten Franz Josef Strauß begnadigt und freigelassen.

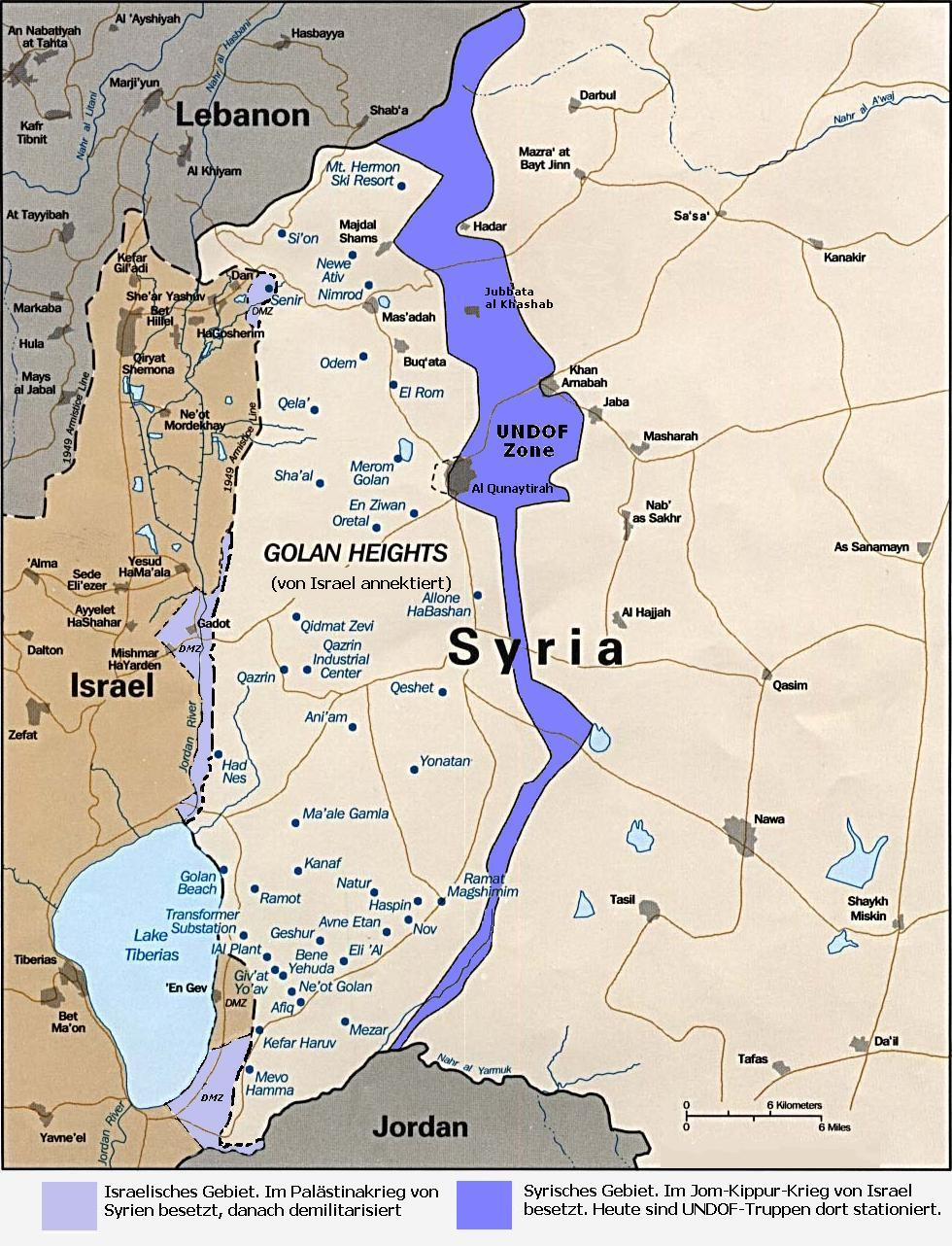
1981: Die Golanhöhen

- 1981: Israel annektiert die im Sechstagekrieg besetzten syrischen Golanhöhen.
- 1989: Transition in Chile: In Chile endet mit der Wahl von Patricio Aylwin zum Präsidenten die Diktatur Augusto Pinochets.
- 1990: Nach 30 Jahren findet in Johannesburg die erste Konferenz des Afrikanischen Nationalkongresses (ANC), der ältesten Bürgerrechtsbewegung des Kontinents, statt. Der ANC war unter dem weißen Apartheidregime in Südafrika verboten.
- 1995: Die Staatsoberhäupter Serbiens, Kroatiens und Bosnien-Herzegowinas, Slobodan Milošević, Franjo Tuđman und Alija Izetbegović, unterzeichnen den Dayton-Vertrag zur Beendigung des Krieges in Bosnien und Herzegowina.
- 1999: Im zweiten Tschetschenienfeldzug dringen russische Truppen erstmals in die tschetschenische Hauptstadt Grosny vor.
- 2003: Die offizielle Bestätigung der Festnahme Saddam Husseins erfolgt durch den britischen Premierminister Tony Blair.
- 2018: In Zürich findet der erste Klimastreik der Schweiz mit etwa 500 Teilnehmern statt.

### Wirtschaft
- 1789: In Frankreich werden die ersten Assignaten in Umlauf gebracht.

1856: Spielbank Monte-Carlo

- 1856: Die Spielbank Monte-Carlo in Monaco nimmt in einer Villa am Hafen ihren Spielbetrieb auf.
- 1899: Als Zweckverband zur Kanalisierung und Regulierung der Emscher wird in Bochum die Emschergenossenschaft, Deutschlands erstes Wasserwirtschaftsunternehmen dieser Art, gegründet.
- 1962: Die Genehmigung für den Bau des Kernkraftwerks Gundremmingen wird erteilt, des ersten deutschen Kernkraftwerks zur Stromerzeugung.
- 1962: In der DDR entsteht die staatliche Handelsorganisation Intershop, deren Kundenkreis Ausländer sein sollen, an die Waren gegen konvertierbare Währungen verkauft werden.
- 1993: Vertreter der GATT-Mitgliedsstaaten unterzeichnen ein neues Welthandelsabkommen.
- 1996: Als sog. Stabilitätspakt für die Währungsunion beschließen die Staats- und Regierungschefs der EU bei ihrem Gipfeltreffen in Dublin, Irland, die EU-Konvergenzkriterien.
- 2004: Mit einem Vertrag zwischen Kuba und Venezuela über die Lieferung von venezolanischem Erdöl durch Hugo Chávez gegen Entsendung kubanischer Ärzte durch Fidel Castro wird die Bolivarianische Alternative für Amerika (ALBA) als Alternative zur geplanten US-dominierten Amerikanischen Freihandelszone gegründet.

### Wissenschaft und Technik
- 1826: Bei einem Vortrag in Berlin verwendet der Wissenschaftler Carl Ritter erstmals die Worte Orografie (Höhenbeschreibung) und Hypsometrie (Höhenmessung), die sich als Fachbegriffe durchsetzen.
- 1896: Als dritte U-Bahn der Welt wird die Glasgow Underground Railway, die heutige Glasgow Subway, eröffnet.

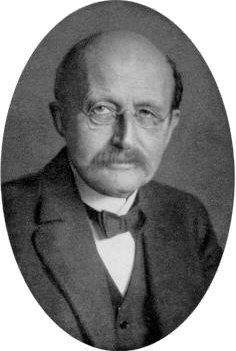
1900: Max Planck

- 1900: Max Planck trägt vor der Physikalischen Gesellschaft in Berlin die theoretische Deutung seines Strahlungsgesetzes vor. Dabei geht er von der Annahme aus, dass die Strahlungsenergie nur in bestimmten Portionen (Energiequanten) abgegeben werden kann. Dies wird heute als die Geburtsstunde der Quantenphysik betrachtet.
- 1903: Wilbur Wright unternimmt seinen ersten missglückten Flugversuch.
- 1906: Im stillgelegten Hamburger Bahnhof in Berlin wird das Königliche Bau- und Verkehrsmuseum eröffnet, an dessen Stelle später das heutige Museum für Gegenwartskunst tritt.
- 1930: Dem Physiker Manfred von Ardenne gelingt im Laborversuch die weltweit erste vollelektronische Fernsehübertragung mit einer Kathodenstrahlröhre.
- 1958: Eine sowjetische Antarktisexpedition erreicht im Rahmen des Internationalen Geophysikalischen Jahres als erste den Südpol der Unzugänglichkeit und richtet dort eine Forschungsstation ein, die bis zum 26. Dezember betrieben wird.
- 1962: Die NASA-Raumsonde Mariner 2 passiert die Venus und überträgt wichtige Daten zur Erde.
- 1972: Der Kommandant der Apollo 17, Eugene Cernan, verlässt als vorläufig letzter Mensch den Mond.
- 1995: Der Webserver Apache 1.0 wird nach intensiven Betatests veröffentlicht.
- 2004: In Südfrankreich wird der Viaduc de Millau, die mit 343 Metern höchste Schrägseilbrücke der Welt, eingeweiht.

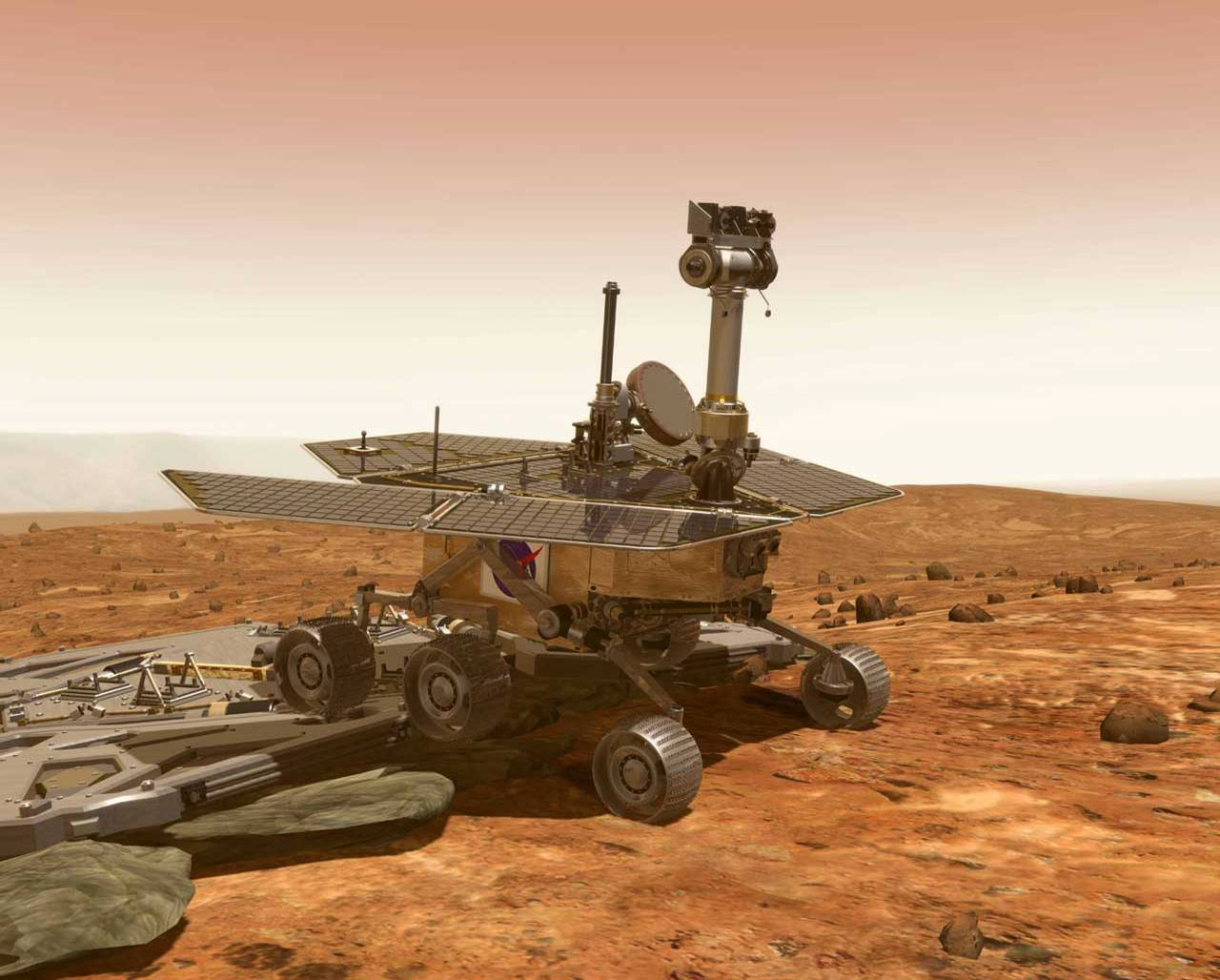
2004: Der Mars Rover Spirit (MER-A)

- 2004: Bei der Auswertung der Daten des US-Marsroboters Spirit finden sich Belege für die Anwesenheit von Goethit auf dem Mars, eines Minerals, das sich nur in Anwesenheit von Wasser bildet.
- 2006: Von der Vandenberg Air Force Base wird der US-amerikanische Spionagesatellit USA-193 gestartet.
- 2007: Das 5000. Flugzeug des europäischen Herstellers Airbus wird ausgeliefert. Empfänger der Maschine vom Typ A330-200 ist die australische Fluggesellschaft Qantas.

### Kultur

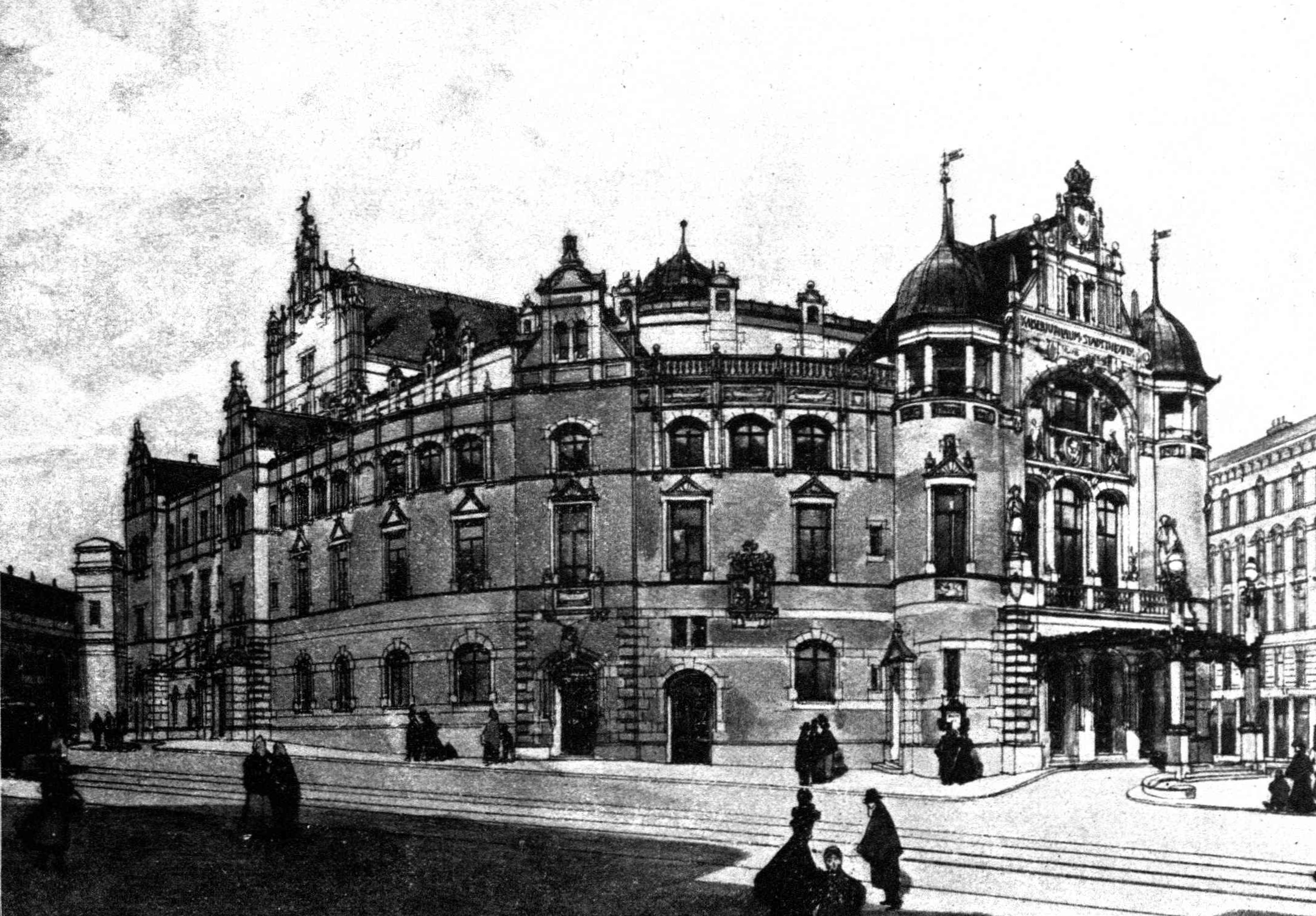
1898: Das Jubiläums-Stadttheater zum Zeitpunkt der Eröffnung

- 1898: Die Volksoper Wien wird anlässlich des 50-jährigen Thronjubiläums von Franz Joseph I. unter dem Namen Kaiser-Jubiläums-Stadttheater eröffnet. Der Kaiser bleibt der Eröffnung wegen der Ermordung seiner Gattin jedoch fern.
- 1918: An der Metropolitan Opera in New York erfolgt die Uraufführung der drei einaktigen Opern Il tabarro (Der Mantel), Suor Angelica (Schwester Angelica) und Gianni Schicchi von Giacomo Puccini.
- 1918: Die Erstausgabe der Zeitschrift Der Syndikalist, eines der wichtigsten Presseorgane der anarchosyndikalistischen Bewegung in Deutschland, erscheint.
- 1925: An der Staatsoper Unter den Linden in Berlin findet die Uraufführung der Oper Wozzeck von Alban Berg statt.
- 1928: D. H. Lawrence veröffentlicht seinen Roman Lady Chatterley's Lover (Lady Chatterley).
- 1946: Carl Zuckmayers Drama Des Teufels General, eine Auseinandersetzung um Widerstand und Mitläufertum im Zweiten Weltkrieg, wird am Schauspielhaus Zürich uraufgeführt.
- 1962: Der Schatz im Silbersee wird im Mathäser-Filmpalast in München uraufgeführt. Pierre Brice spielt darin erstmals den Winnetou, Lex Barker den Old Shatterhand, die Filmmusik von Martin Böttcher, insbesondere die Old-Shatterhand-Melodie, wird richtungsweisend für spätere Karl-May-Filme.
- 1977: In New York City wird der Film Saturday Night Fever mit John Travolta in der Hauptrolle uraufgeführt.
- 1991: In Berlin findet erstmals der Rave Mayday statt. Regelmäßiger Austragungsort  dieser Techno-Veranstaltung sind ab 1993 die Dortmunder Westfalenhallen.

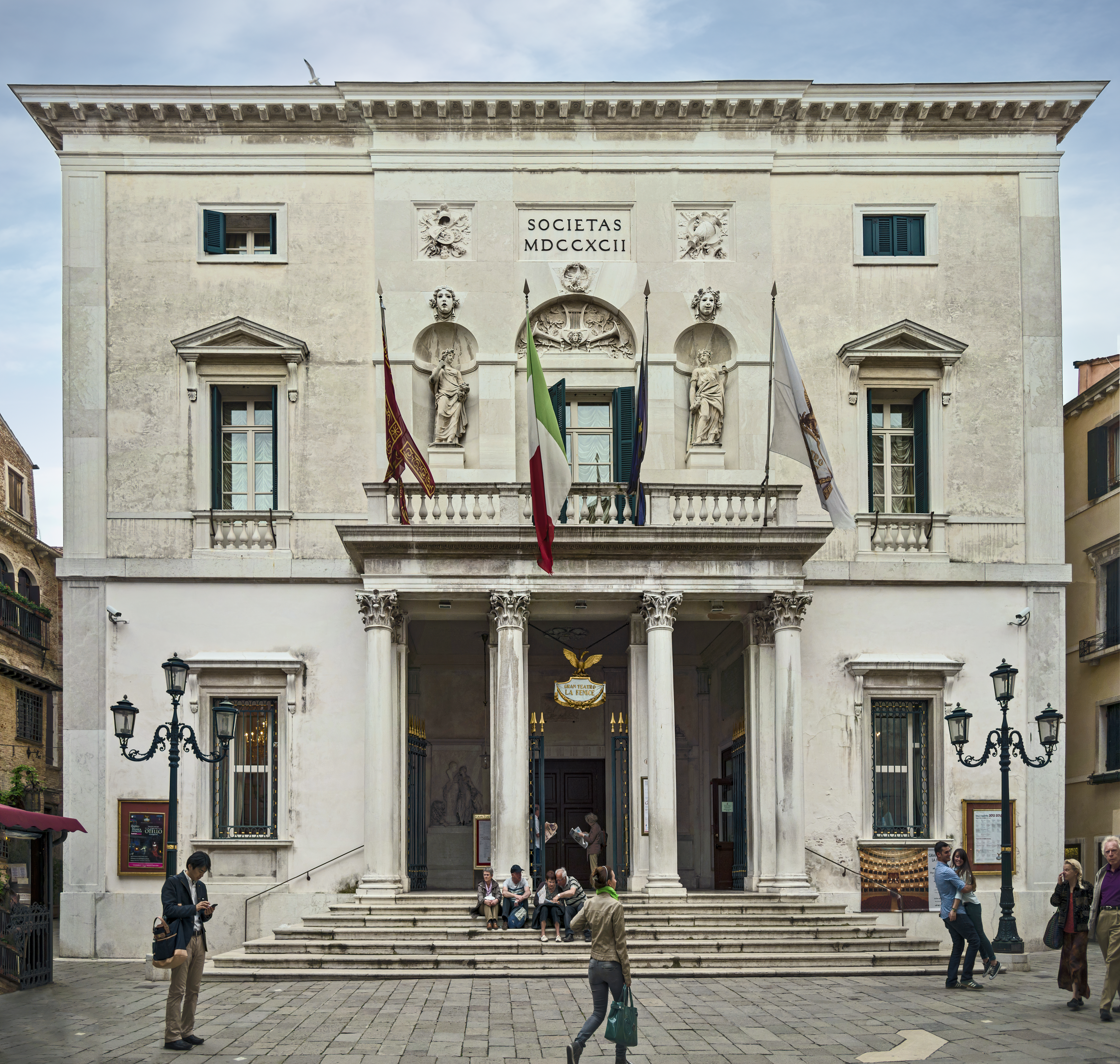
2003: Teatro La Fenice

- 2003: Das am 29. Januar 1996 komplett abgebrannte Teatro La Fenice in Venedig wird mit einem Konzert des Orchestra del Teatro la Fenice unter der Leitung von Riccardo Muti – vorläufig nur als Konzertsaal – wiedereröffnet.
- 2017: Der US-amerikanische Science-Fiction-Film Star Wars: Die letzten Jedi startet in den deutschen Kinos. Es ist die achte Episode der Star-Wars-Filmreihe.

### Gesellschaft
- 1784: Wolfgang Amadeus Mozart wird in die Freimaurerloge Zur Wohltätigkeit aufgenommen.
- 1890: Im Deutschen Kaiserreich wird der Verein zur Abwehr des Antisemitismus gegründet.
- 1976: Der Student Richard Oetker, Sohn des Unternehmers Rudolf-August Oetker, wird von Dieter Zlof in Freising mit dem Ziel entführt, Lösegeld zu erpressen.
- 2012: Bei einem Amoklauf in der US-amerikanischen Kleinstadt Newtown kommen 28 Menschen ums Leben, darunter 20 Schulkinder.

### Religion
- 0867: Hadrian II. wird als Nachfolger von Nikolaus I. als Papst inthronisiert.
- 0872: Johannes VIII. wird noch am Todestag seines Amtsvorgängers Hadrian II. als neuer Papst inthronisiert.
- 1431: Das Basler Konzil steckt auf seiner ersten Sitzung seine Ziele ab. Es nimmt sich mit der Ausrottung des Ketzertums, Vereinigung aller christlicher Völker in einer Kirche, der Beendigung von Kriegen zwischen christlichen Fürsten und einer Reform der Kirche an Haupt und Gliedern ein großes Programm vor.

### Katastrophen
- 1287: Die Luciaflut bricht über die deutsche Nordseeküste herein, wobei an die 50.000 Menschen sterben.
- 1805: Bei einem Brand im Stift Melk in Niederösterreich kommen etwa zwei- bis dreihundert Soldaten der Kaiserlich Russischen Armee zu Tode, die als Kriegsgefangene in der Nordbastei des Stiftes interniert waren.
- 1907: Der größte Schoner der Welt, die Thomas W. Lawson, der Welt einziger Siebenmastgaffelschoner, strandet, kentert und sinkt mit 15 Seeleuten und dem Lotsen innerhalb der Scilly-Inseln in heftigem Sturm nach Bruch der Ankerkette. Dabei kommt es zu einer der ersten Ölkatastrophen auf See.

Kleinere Unglücksfälle sind in den Unterartikeln von Katastrophe und in der Liste von Katastrophen aufgeführt.

### Natur und Umwelt
- 2018: Im zentralindischen Bundesstaat Madhya Pradesh wird der Kuno-Nationalpark eingerichtet.

### Sport
1947: In Madrid wird das Nuevo-Chamartín-Stadion eröffnet. Exakt sieben Jahre später wird es zu Ehren des ehemaligen Fußballspielers und Vereinspräsidenten von Real Madrid in Estadio Santiago Bernabéu umbenannt.
Einträge von Leichtathletik-Weltrekorden befinden sich unter der jeweiligen Disziplin unter Leichtathletik.

## Geboren

### Vor dem 16. Jahrhundert
- 1009: Go-Suzaku, 69. Kaiser von Japan
- 1332: Friedrich III., Landgraf von Thüringen und Markgraf von Meißen
- 1363: Jean Gerson, französischer Theologe, Mystiker und Kanzler der Pariser Sorbonne
- 1481: Lucas Rem, Augsburger Kaufmann und Tagebuchschreiber

### 16. bis 18. Jahrhundert
- 1503: Nostradamus (Michel de Notredame), französischer Astrologe
- 1541: Sophie von Brandenburg, Burggräfin von Böhmen
- 1542: Philipp von Pappenheim, deutscher Reformator

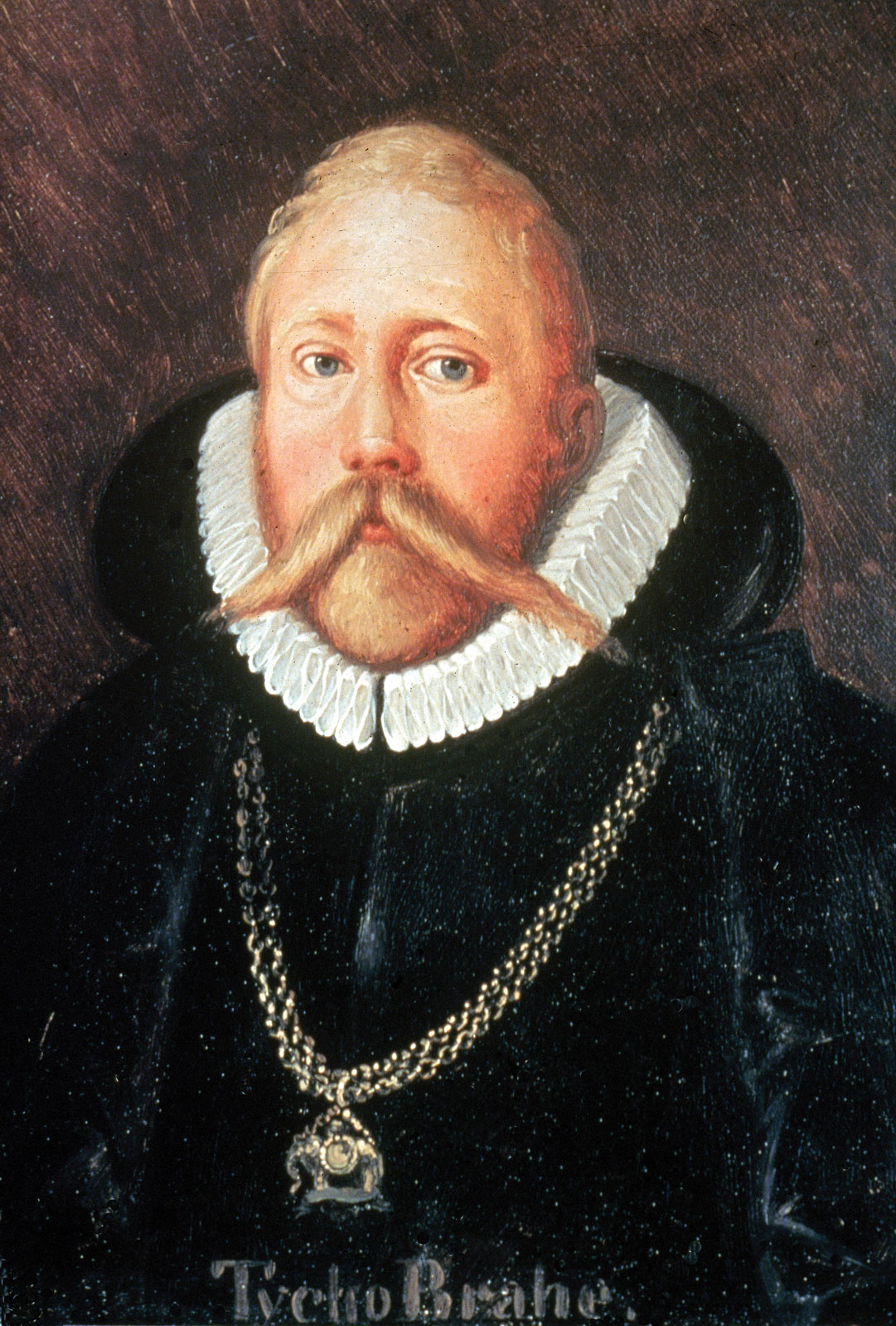
Tycho Brahe (* 1546)

- 1546: Tycho Brahe, dänischer Astronom
- 1563: Johann Bacmeister der Ältere, deutscher Mediziner
- 1574: Holger Rosenkrantz, dänischer Adliger, Theologe, Pädagoge und Mitglied des Reichsrates
- 1586: Georg Calixt, deutscher evangelischer Theologe
- 1607: Johann Kemény, ungarischer Militärführer und Fürst von Siebenbürgen
- 1629: Johann Schulte, deutscher Jurist und Bürgermeister von Hamburg
- 1631: Anne Conway, englische Philosophin
- 1654: Danylo Apostol, ukrainischer Kosakenhetman
- 1655: Philipp, paragierter Landgraf von Hessen-Philippsthal
- 1658: Lüder Mencke, Rektor der Universität Leipzig
- 1678: Daniel Neal, englischer reformierter Geistlicher und Kirchenhistoriker
- 1720: Justus Möser, deutscher Schriftsteller und Politiker
- 1722: Otto Hermann von Vietinghoff, Generaldirektor des allrussischen Medizinalkollegiums
- 1725: Bernhard Friedrich Hummel, deutscher Pädagoge
- 1728: Johann Rudolf Ulrich, Schweizer evangelischer Geistlicher und Hochschullehrer
- 1730: James Bruce, britischer Naturwissenschaftler und Reisender
- 1735: Anna von Hessen-Philippsthal-Barchfeld, hessische Prinzessin und durch Heirat Gräfin von Lippe-Detmold
- 1738: Jan Mikołaj Chodkiewicz, polnisch-litauischer Aristokrat ruthenischer Herkunft
- 1738: Jan Antonín Koželuh, böhmischer Komponist
- 1739: Pierre Samuel du Pont de Nemours, französischer Nationalökonom
- 1748: William Cavendish, 5. Duke of Devonshire, britischer Adliger
- 1752: Christoph August Tiedge, deutscher Dichter
- 1766: Louis-François Bertin, französischer Journalist
- 1775: Thomas Cochrane, 10. Earl of Dundonald, britischer Politiker und Freiheitskämpfer
- 1780: Karl Robert von Nesselrode, russischer Diplomat, Außenminister und Kanzler
- 1784: Heinrich von der Mark, bayerischer Generalleutnant und Kriegsminister
- 1784: Maria Antonia von Neapel-Sizilien, Fürstin von Asturien und Infantin von Spanien
- 1787: Hans Detlef Friedrich Asschenfeldt, deutscher Verlagsbuchhändler und Parlamentarier
- 1789: Johannes Hegetschweiler, Schweizer Mediziner, Botaniker und Politiker

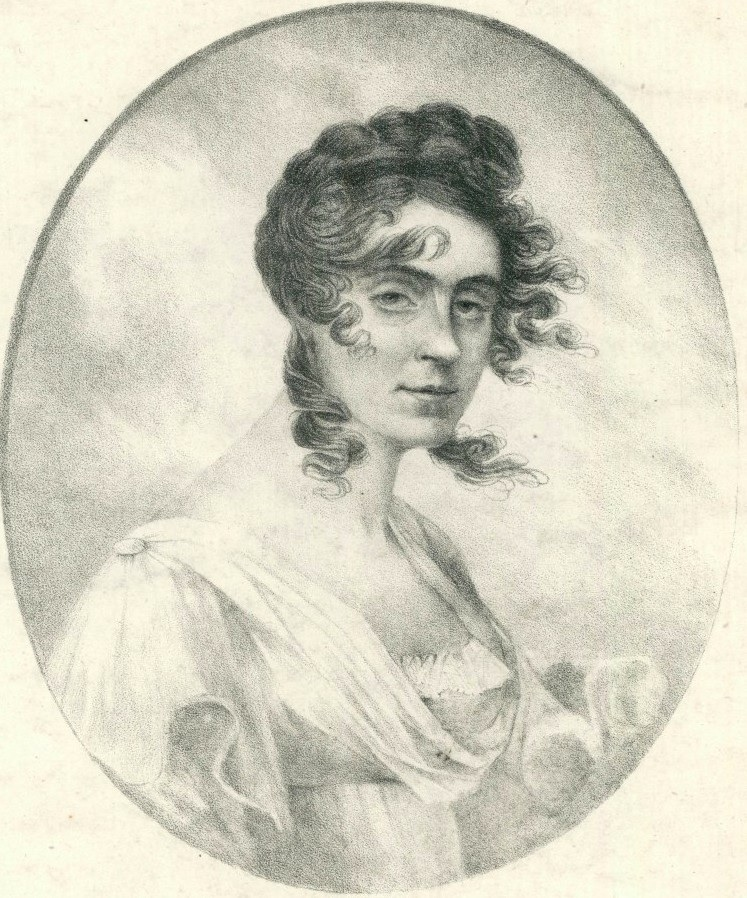
Maria Szymanowska (* 1789)

- 1789: Maria Szymanowska, polnische Pianistin und Komponistin
- 1795: Elisabetha Grossmann, Schweizer Schifferin
- 1796: Lilburn Boggs, US-amerikanischer Politiker

### 19. Jahrhundert

#### 1801–1850
- 1805: Johann Peter Behaghel, deutscher Gymnasiallehrer
- 1806: Ernst Casimir II. zu Ysenburg und Büdingen, deutscher Adeliger, Fürst zu Ysenburg und Büdingen
- 1807: Emil Ebers, deutscher Maler und Radierer
- 1811: Maximilian von Wächter, deutscher Kommunalpolitiker, Erster Bürgermeister von Nürnberg
- 1812: Isidor Dannström, schwedischer Komponist
- 1814: Ludwig Droste, deutscher Architekt und Stadtbaumeister
- 1828: Émile de Najac, französischer Librettist
- 1829: John Mercer Langston, US-amerikanischer Bürgerrechtler, Anwalt und Politiker
- 1833: Doris Schnittger, deutsche Malerin
- 1833: Stephan Steinberger, bayerischer Bergsteiger und Kapuzinerpater
- 1835: Hubert Theophil Simar, Erzbischof von Köln
- 1837: Arthur Sturgis Hardy, kanadischer Politiker
- 1840: Viktor Madarász, ungarischer Maler
- 1841: Louise Héritte-Viardot, französische Komponistin, Pianistin und Sängerin
- 1841: Louis Pio, dänischer Sozialistenführer
- 1842: Victor Langer, ungarischer Komponist
- 1844ː Nakajima Utako, japanische Dichterin, Gründerin der Dichtkunstschule Haginoya
- 1846: Emanuel Friedli, Schweizer Schriftsteller
- 1850: Josef Arbesser von Rastburg, österreichischer Landschafts- und Architekturmaler

#### 1851–1875
- 1852: Richard Ritter Schubert von Soldern, österreichischer Philosoph
- 1856: Julius Ackerknecht, deutscher Pädagoge
- 1859: Nikolai Bezhanitsky, russisch-orthodoxer Priester und Märtyrer in Estland
- 1863: Wyatt Aiken, US-amerikanischer Politiker, Mitglied des Repräsentantenhauses
- 1864: Emil Rungwerth, deutscher Heimatforscher

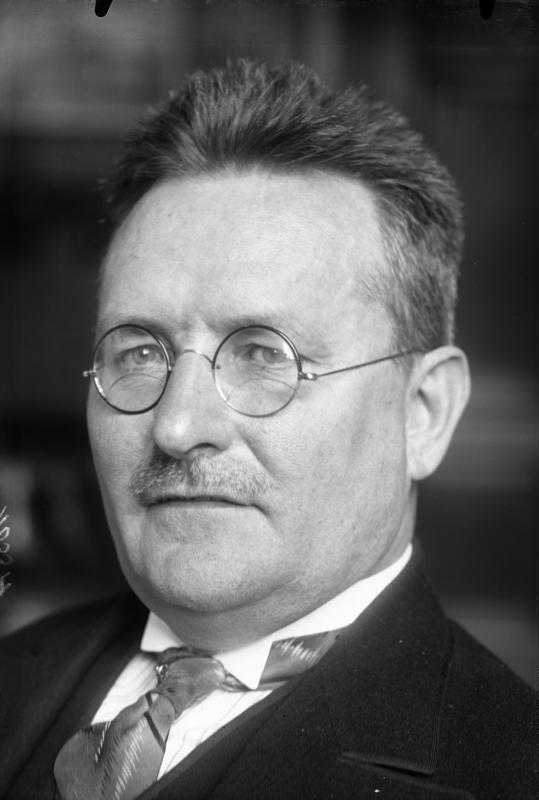
Paul Löbe
(* 1875)

- 1868: Théodore Botrel, französischer Chansonnier
- 1870: Karl Renner, österreichischer Politiker und Jurist, Staatskanzler, Nationalratsabgeordneter und -präsident, Bundespräsident
- 1871: Harald Moltke, dänischer Porträt- und Landschaftsmaler
- 1873: Joseph Jongen, belgischer Komponist und Organist
- 1874: Adam Stegerwald, deutscher Politiker, Mitbegründer der christlichen Gewerkschaften und der CSU, MdL, MdR, preußischer Ministerpräsident, Reichsminister
- 1875: Dobri Christow, bulgarischer Komponist
- 1875: Paul Löbe, deutscher Politiker, MdR, Reichstagspräsident, MdB

#### 1876–1900
- 1877: Elise Kosegarten, deutsche Malerin
- 1877: Toni Pfülf, deutsche Politikerin
- 1878: Ruth Margarete Roellig, deutsche Schriftstellerin, LGBT-Aktivistin
- 1879: Paul Corder, britischer Komponist
- 1879: Hermann Dietrich, deutscher Politiker, Oberbürgermeister von Konstanz, MdL, MdR, Reichsminister
- 1880: Bruno Barilli, italienischer Komponist, Journalist und Schriftsteller
- 1883: Manolis Kalomiris, griechischer Komponist

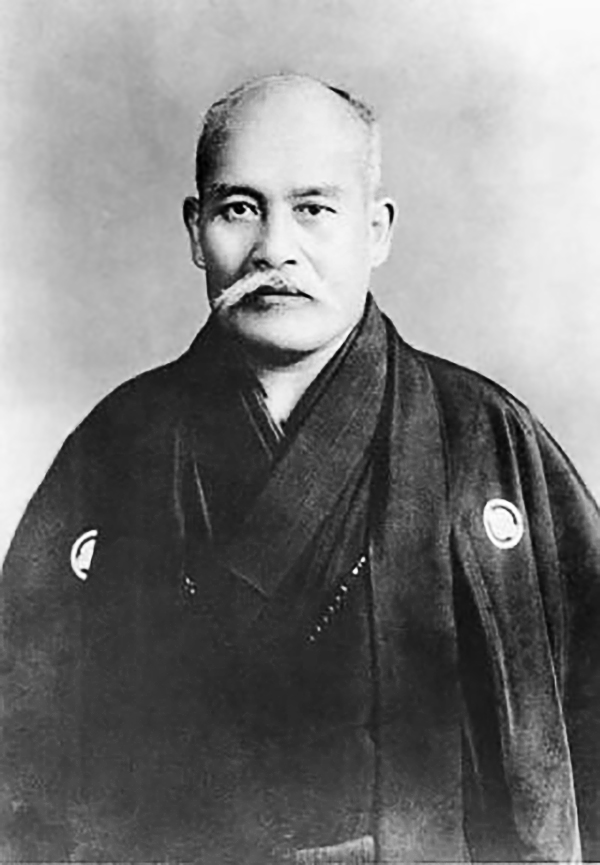
Morihei Ueshiba (* 1883)

- 1883: Ueshiba Morihei, Begründer der japanischen Kampfkunst Aikido
- 1884: Mykolay Charnetskyi, ukrainischer Bischof und Märtyrer
- 1884: Erich Ponto, deutscher Schauspieler
- 1884: Regina Ullmann, österreichisch-schweizerische Dichterin und Erzählerin
- 1886: Fred Sauer, österreichischer Schauspieler, Regisseur und Drehbuchautor
- 1887: Xul Solar, argentinischer Maler
- 1888: Walter Draeger, deutscher Komponist und Pädagoge
- 1888: Harold Hardwick, australischer Schwimmer, Boxer und Rugby-Union-Spieler
- 1889: Ernst Flückiger, Schweizer Sozialpolitiker und Gewerkschafter
- 1889ː Amalie Loewenberg, deutsche Studienrätin, Opfer der Shoah
- 1889: Ruth Parnitzke, deutsche Malerin
- 1890: Sigurd Hoel, norwegischer Schriftsteller
- 1891: Edward McKnight Kauffer, US-amerikanischer Grafiker
- 1891: Mary Lavater-Sloman, deutsche Schriftstellerin
- 1894: Karl Adler, deutscher Gynäkologe
- 1894: Umberto Maddalena, italienischer Pilot
- 1895: Paul Éluard, französischer Dichter und Makler

- 1895: Georg VI., britischer König

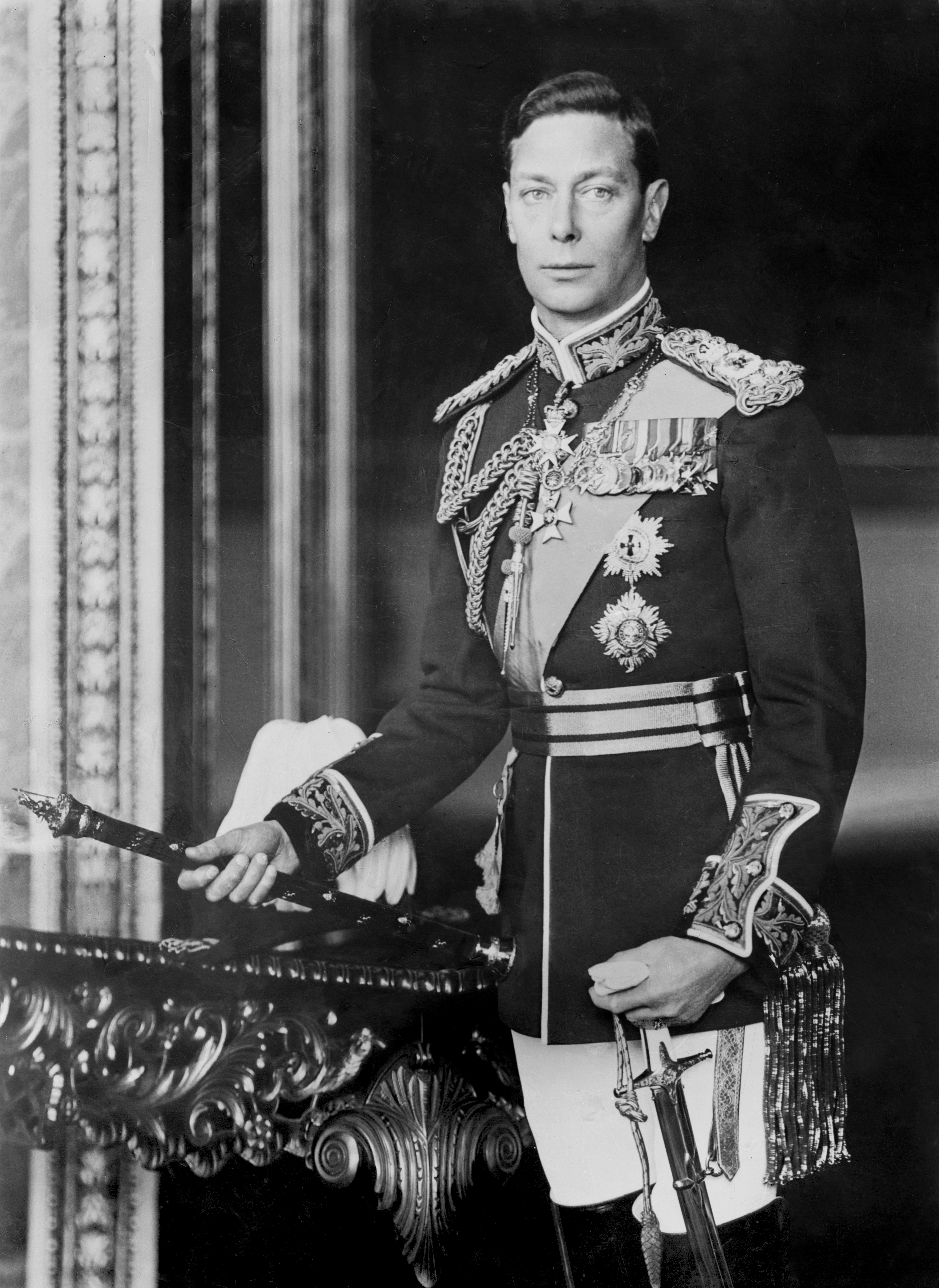
Georg VI. (* 1895)

- 1897: Erich Fascher, deutscher evangelischer Theologe
- 1897: Kurt Schuschnigg, österreichischer Politiker, Bundeskanzler
- 1897: Georges Thill, französischer Opernsänger (Tenor)
- 1898: Alfred Au, deutscher Fußballspieler
- 1899: DeFord Bailey, US-amerikanischer Countrymusiker
- 1899: Walter Hulverscheidt, deutscher Forstmann und Autor
- 1900: Juan D’Arienzo, argentinischer Arrangeur und Bandleader, Komponist und Musiker
- 1900: Benji Asada, japanischer Maler und Holzschnitt-Künstler
- 1900: Bojan Ikonomow, bulgarischer Komponist
- 1900: Arne Mortensen, norwegischer Ruderer
- 1900: Erich Schneider, deutscher Wirtschaftstheoretiker

### 20. Jahrhundert

#### 1901–1925
- 1901: Lore Feininger, deutsche Fotografin
- 1901: Paul I., griechischer König
- 1901: Rudolf Schaad, deutscher Filmeditor und Filmregisseur
- 1902: Herbert Feigl, österreichisch-US-amerikanischer Philosoph
- 1902: Mizuta Kenzan, japanischer Maler der Nihonga-Richtung
- 1904: Gustav Burmester, deutscher Regisseur und Schauspieler
- 1904: Emmerich Nagy, österreichischer Motorradrennfahrer
- 1906: Helmut Bornefeld, deutscher Autor, Grafiker und Kirchenmusiker, Komponist und Orgelsachverständiger
- 1906: Alexander Zfasman, ukrainisch-russischer Jazz-Bandleader, Komponist und Pianist
- 1907: Edwin Ross Adair, US-amerikanischer Politiker, Mitglied des Repräsentantenhauses
- 1907: Georg Frank, deutscher Fußballspieler
- 1907: Víctor Saume, venezolanischer Rundfunk- und Fernsehmoderator
- 1907: Konrad Stephanus, deutscher Brigadegeneral des Heeres der Bundeswehr
- 1908: Friedrich Joloff, deutscher Schauspieler und Synchronsprecher

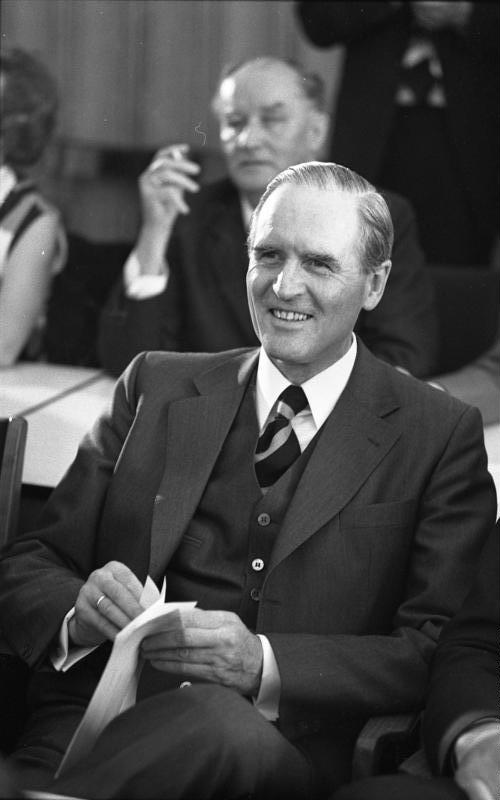
Karl Carstens (* 1914)

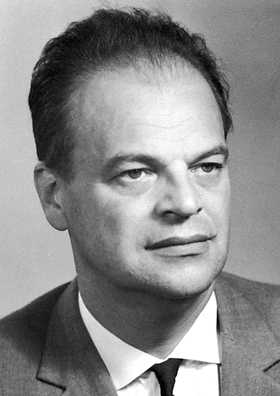
Nikolai Bassow (* 1922)

- 1908: Laurence Naismith, britischer Schauspieler
- 1910: Upendranath Ashk, indischer Schriftsteller, Journalist und Verleger
- 1910: Budd Johnson, US-amerikanischer Jazz-Saxophonist, Klarinettist und Arrangeur
- 1911: Spike Jones, US-amerikanischer Komiker
- 1911: Hans von Ohain, deutsch-US-amerikanischer Physiker und Luftfahrtpionier, einer der Väter des Strahltriebwerks
- 1913: Hans Asmus, deutscher General
- 1914: Karl Carstens, deutscher Politiker, MdB, Bundestagspräsident, Bundespräsident
- 1914: Rosalyn Tureck, US-amerikanische Konzertpianistin
- 1914: Lieselotte Wicke, deutsche Politikerin, MdL
- 1915: Magnolia Antonino, philippinische Unternehmerin, Managerin und Politikerin
- 1915: Liebfriede Bernstiel, deutsche Keramikerin
- 1917: Walter Edwin Arnoldi, US-amerikanischer Maschinenbau-Ingenieur
- 1918: B. K. S. Iyengar, indischer Yoga-Lehrer
- 1919: Bob Drake, US-amerikanischer Automobilrennfahrer
- 1919: Agnes Fink, deutsche Schauspielerin
- 1919: Alfred Fischer, deutscher Jurist, Richter am Bundesverwaltungsgericht
- 1919: Irmgard Henning, deutsche Schauspielerin und Hörspielsprecherin
- 1920: Ingeborg Meyer-Rey, deutsche Illustratorin
- 1920: Clark Terry, US-amerikanischer Jazztrompeter und -komponist
- 1921: August Gottschalk, deutscher Fußballspieler
- 1921: Mike McCormack, US-amerikanischer Politiker
- 1921: Otto Stern, Schweizer Schauspieler
- 1921: Charley Trippi, US-amerikanischer American-Football-Spieler
- 1922: Nikolai Gennadijewitsch Bassow, russischer Physiker, Begründer der Quantenelektronik, Nobelpreisträger
- 1922: Hans Daniel, deutscher Schauspieler und Nachrichtensprecher
- 1922: Wolfgang Müller, deutscher Schauspieler und Kabarettist
- 1922: Charley Trippi, US-amerikanischer American-Football-Spieler und -Trainer
- 1923: Gebhard Poltera, Schweizer Eishockeyspieler
- 1923: Walter Schmithals, deutscher evangelischer Theologe und Neutestamentler
- 1923: Walter Siegenthaler, Schweizer Mediziner
- 1924: Linda Hopkins, US-amerikanische Blues- und Gospel-Sängerin
- 1925: Annemie Fontana, Schweizer Künstlerin

#### 1926–1950
- 1926: Martin Hengel, deutscher Theologe
- 1926: Herbert Roth, deutscher Komponist und Interpret volkstümlicher Musik
- 1927: Adrian Burk, US-amerikanischer American-Football-Spieler
- 1927: Dagmar Glaser-Lauermann, deutsche Malerin
- 1928: Aníbal Abreu, venezolanischer Pianist, Arrangeur und Komponist
- 1928: Hermann Schürrer, österreichischer Schriftsteller
- 1929: Fernando Sebastián Aguilar, spanischer Erzbischof
- 1929: Dilarə Əliyeva, aserbaidschanische Philologin und Übersetzerin, Feministin und Politikerin
- 1929: Hiroshi Tada, japanischer Aikido-Großmeister
- 1929: Kurt Wünsche, deutscher Politiker, Justizminister der DDR
- 1930: Silvius Wodarz, deutscher Forstbeamter, Umwelt- und Naturschützer
- 1931: Phineas Newborn, US-amerikanischer Jazzpianist und -Komponist
- 1932: Hans Günter Aurich, deutscher Chemiker
- 1932: Charlie Rich, US-amerikanischer Country-Sänger
- 1933: Hans Jürgen Sonnenberger, deutscher Rechtswissenschaftler
- 1934: Elín Ortiz, puerto-ricanischer Fernsehproduzent und Schauspieler
- 1935: Franz Adlkofer, deutscher Mediziner und Hochschullehrer
- 1935: Bill Crofut, US-amerikanischer Banjospieler und Folksänger
- 1935: Klaus Klingner, deutscher Politiker
- 1935: Barbara Leigh-Hunt, britische Schauspielerin
- 1935: Lee Remick, US-amerikanische Schauspielerin
- 1936: Robert A. Parker, US-amerikanischer Astronaut
- 1938: Leonardo Boff, brasilianischer Theologe Leonardo Boff (* 1938)

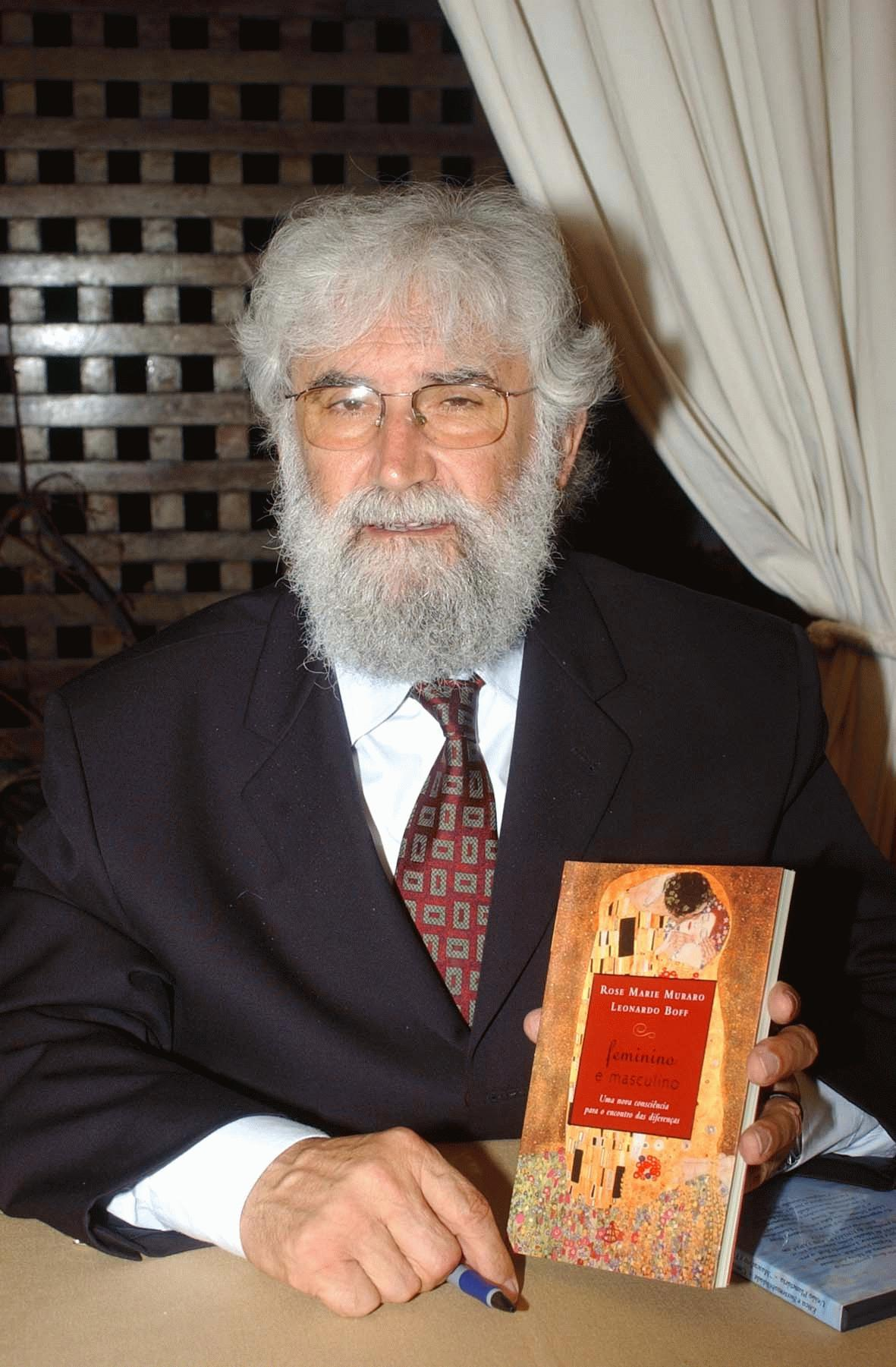
Leonardo Boff (* 1938)

- 1939: Josef Abrhám, tschechischer Schauspieler
- 1939: Stephen A. Cook, US-amerikanischer Informatiker
- 1939: Daniel Druckman, US-amerikanischer Politik- und Sozialwissenschaftler
- 1939: Dave Edwards, US-amerikanischer American-Football-Spieler
- 1939: Anne Wollner, deutsche Schauspielerin
- 1940: Paco Camino, spanischer Torero
- 1940: Gudrun Nause, deutsche DFD-Funktionärin und MdV
- 1941: Lothar Appler, deutscher Radrennfahrer
- 1941: Karan Armstrong, US-amerikanische Sopranistin
- 1941: Rainer Probst, deutscher Maler, Pädagoge und Schulpolitiker
- 1942: Joyce Kozloff, US-amerikanische Künstlerin
- 1943: Lydia Huber, deutsche Sängerin, Jodlerin und Radio-Moderatorin
- 1943: Monica Pick-Hieronimi, deutsche Sopranistin
- 1944: Michael Glos, deutscher Politiker, MdB, Bundesminister
- 1944: Linda Jones, US-amerikanische Soulsängerin
- 1945: Roque Alberto Avallay, argentinischer Fußballspieler
- 1946: Antony Beevor, britischer Historiker
- 1946: Jane Birkin, britische Schauspielerin und Sängerin
- 1946: Leon Botstein, US-amerikanischer Dirigent und Musikwissenschaftler
- 1946: Patty Duke, US-amerikanische Sängerin und Schauspielerin
- 1946: Julia Edenhofer, deutsche Schriftstellerin und Hörfunkmoderatorin
- 1946: Ruth Fuchs, deutsche Speerwerferin und Politikerin, Mitglied der Volkskammer, MdB, MdL
- 1946: Sanjay Gandhi, indischer Politiker, Sohn von Indira Gandhi
- 1946: Peter Lorimer, schottischer Fußballspieler
- 1946: Stan Smith, US-amerikanischer Tennisspieler
- 1946: Michael Vespoli, US-amerikanischer Ruderer
- 1947: Christopher Parkening, US-amerikanischer Gitarrist
- 1947: Dilma Rousseff,  brasilianische Wirtschaftswissenschaftlerin, Politikerin, Präsidentin von Brasilien
- 1948: Michel Abrass, syrischer Erzbischof
- 1948: Kim Beazley, australischer Politiker, mehrfacher Minister
- 1948: Marianne Fritz, österreichische Schriftstellerin
- 1949: Bill Gregory, US-amerikanischer American-Football-Spieler
- 1949: Inger Lise Rypdal, norwegische Sängerin und Schauspielerin
- 1949: Cliff Williams, britischer Bassist (AC/DC)
- 1950: Tamás Holovits, ungarischer Regattasegler
- 1950: Christiane Krause, deutsche Leichtathletin
- 1950: Beatrix Weber-Monecke, deutsche Juristin

#### 1951–1975

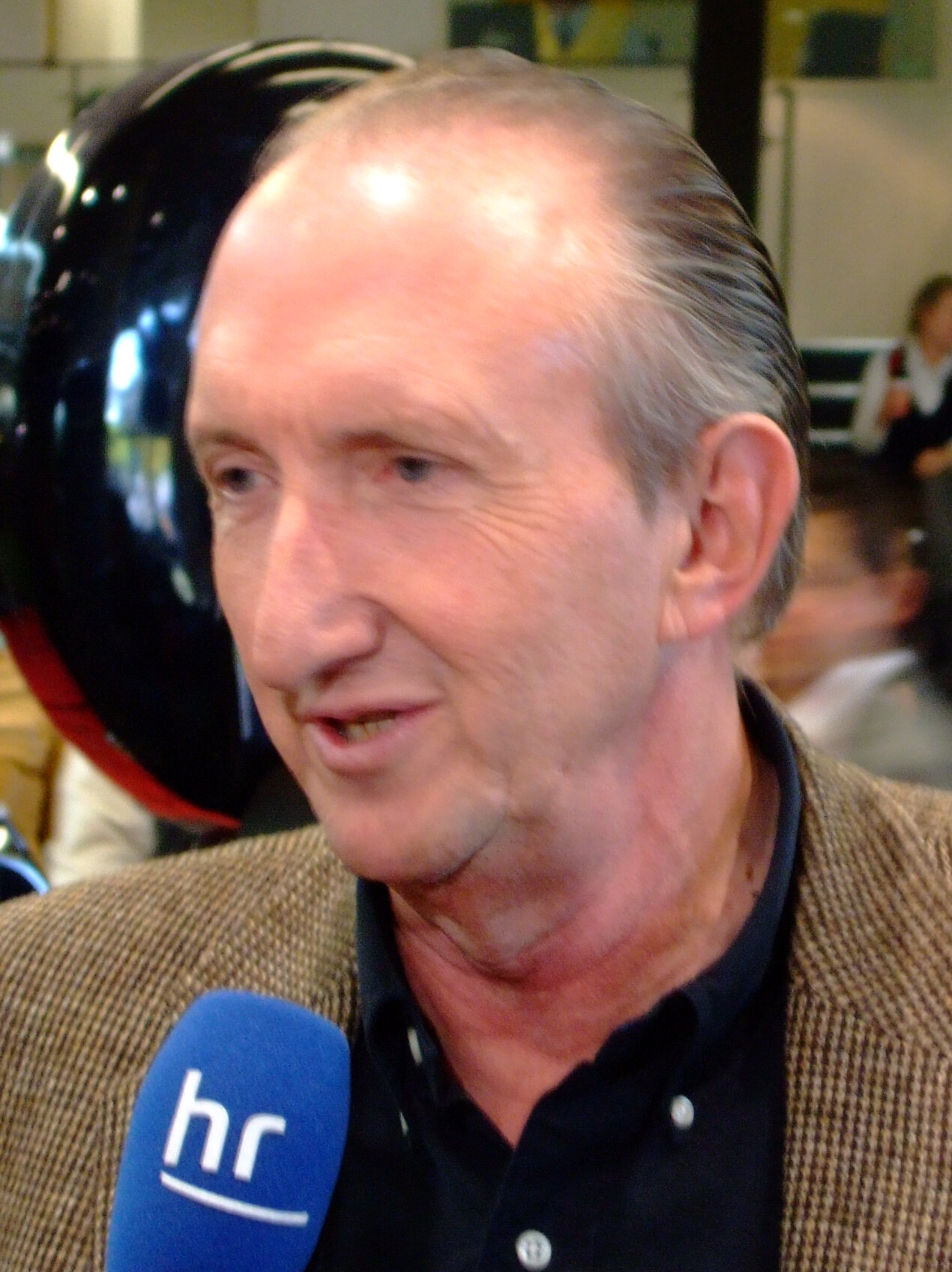
Mike Krüger (* 1951)

- 1951: Christoph Auffarth, deutscher Religionswissenschaftler und Theologe
- 1951: Mike Krüger, deutscher Komiker, Musiker, Sänger und Songschreiber
- 1951: Jan Timman, niederländischer Schachspieler
- 1952: Tamara Danz, deutsche Sängerin (Silly)
- 1952: John Lurie, US-amerikanischer Musiker
- 1953: Vijay Amritraj, indischer Sportler, Schauspieler und Unternehmer
- 1953: René Eespere, estnischer Komponist
- 1954: Serge Buttet, französischer Schwimmer
- 1954: Eva Mattes, deutsche Schauspielerin
- 1954: Roberto Zanetti, Schweizer Politiker
- 1955: Hervé Guibert, französischer Schriftsteller und Fotograf
- 1956: Sandy Adams, US-amerikanische Politikerin
- 1956: Dieter Agatha, deutscher Fußballspieler
- 1956: Béla Réthy, deutscher Fernsehmoderator
- 1956: Hanni Wenzel, Liechtensteiner Skirennläuferin
- 1956: Erhard Wunderlich, deutscher Handballspieler
- 1957: Jean-Paul Brigger, Schweizer Fußballspieler und -trainer
- 1957: Peter Schell, Schweizer Schauspieler
- 1958: Zsuzsa Nyertes, ungarische Schauspielerin
- 1959: Paul Frielinghaus, deutscher Schauspieler
- 1959: Andreas Mand, deutscher Schriftsteller
- 1960: Wolf Haas, österreichischer Schriftsteller
- 1960: Ebrahim Raissi, iranischer Geistlicher und Politiker
- 1961: Frank Kessler, deutscher Schauspieler

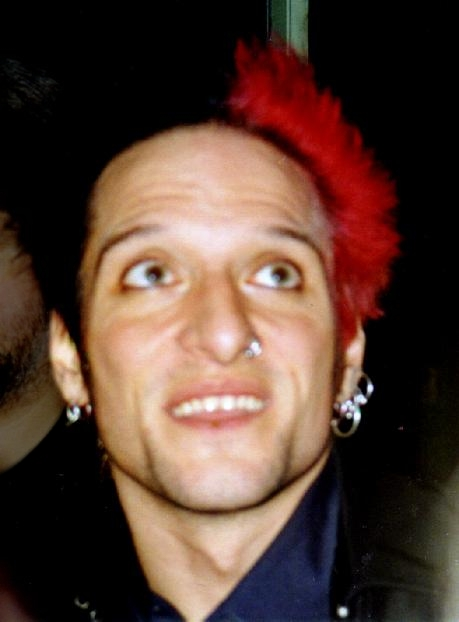
Bela B. (* 1962)

- 1962: Bela B., deutscher Musiker, Komponist, Schauspieler und Synchronsprecher (Die Ärzte)
- 1962: Peter Bohnhof, deutscher Jurist und Politiker
- 1962: Ginger Lynn, US-amerikanische Schauspielerin
- 1963: Diana Gansky, deutsche Leichtathletin
- 1963: Cynthia Gibb, US-amerikanische Schauspielerin
- 1964: Jurij Luzenko, ukrainischer Politiker, Innenminister
- 1966: Susanne Rohrer, deutsche Radiomoderatorin
- 1965: Aljoša Asanović, jugoslawisch-kroatischer Fußballspieler
- 1965: Karin Beier, deutsche Theaterregisseurin
- 1965: Bärbel Weimar, deutsche Fußballspielerin
- 1966: Fabrizio Giovanardi, italienischer Automobilrennfahrer
- 1966: Lucrecia Martel, argentinische Filmregisseurin und Drehbuchautorin
- 1966: Tim Skold, schwedischer Musiker
- 1966: Dennenesch Zoudé, deutsche Schauspielerin
- 1968: King Tee, US-amerikanischer Rapper
- 1969: Nadia Brönimann, Schweizer Buchautorin

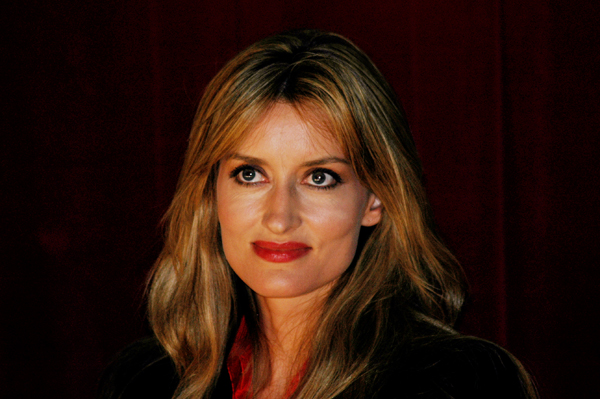
Natascha McElhone (* 1969)

- 1969: Natascha McElhone, britische Schauspielerin
- 1970: Grégory Anquetil, französischer Handballspieler
- 1970: Anna Maria Jopek, polnische Sängerin
- 1970: Nico Van Kerckhoven, belgischer Fußballspieler
- 1970: Beth Orton, britische Musikerin und Sängerin
- 1970: Thomas Zetzmann, deutscher Fußballspieler
- 1971: Claus Jacobi, deutscher Lokalpolitiker
- 1971: Claudio Urru, deutscher Koch
- 1971: Tanja Wedhorn, deutsche Schauspielerin
- 1971: Zhai Chao, chinesische Handballspielerin
- 1971: Verena Scheitz, österreichische Moderatorin und Schauspielerin
- 1973: Falk Balzer, deutscher Leichtathlet
- 1973: Boris Obergföll, deutscher Leichtathlet
- 1975: Andrés Scotti, uruguayischer Fußballspieler

#### 1976–2000

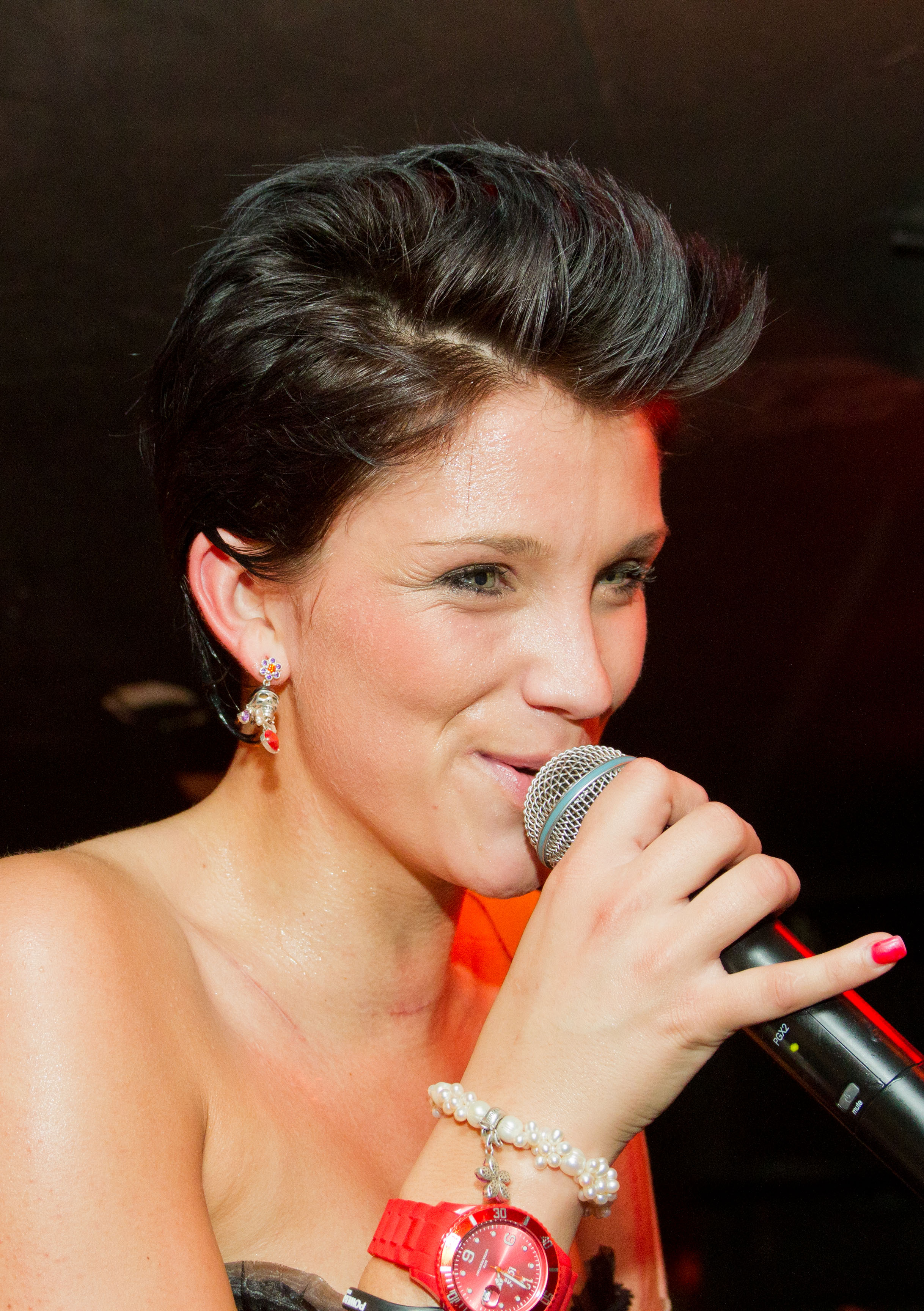
Anna-Maria Zimmermann (* 1988)

- 1976: André Couto, portugiesisch-macauischer Automobilrennfahrer
- 1976: Malte Kaufmann, deutscher Volkswirt und Politiker
- 1978: Patty Schnyder, Schweizer Tennisspielerin
- 1979: Jean-Alain Boumsong, kamerunisch-französischer Fußballspieler
- 1979: Michael Owen, englischer Fußballspieler
- 1980: Sam Aiken, US-amerikanischer American-Football-Spieler
- 1980: Kilian Baumann, Schweizer Politiker und Bauer
- 1980: David Paryla, österreichischer Schauspieler
- 1982: Koo Kyo-hwan, südkoreanischer Schauspieler
- 1982: Steve Sidwell, englischer Fußballspieler
- 1983ː Stéphanie Frappart, französische Fußballschiedsrichterin
- 1983: Alexandre Mendy, französischer Fußballspieler
- 1983: Dane Richards, jamaikanischer Fußballspieler
- 1984: Chadli Amri, algerischer Fußballspieler
- 1984: Jackson Rathbone, US-amerikanischer Schauspieler und Musiker
- 1985: Sévi Amoussou, beninischer Fußballspieler
- 1985: Jakub Błaszczykowski, polnischer Fußballspieler
- 1985: Chris Czekaj, walisischer Rugbyspieler
- 1985: Juan Zúñiga, kolumbianischer Fußballspieler
- 1986: Marianne Crebassa, französische Opernsängerin
- 1986: Daniel Feik, österreichischer Komponist, Choreograph, Autor und Schauspieler
- 1987: Netsanet Achamo Abeyo, äthiopische Langstrecken- und Hindernisläuferin
- 1987: Johannes Flum, deutscher Fußballspieler
- 1988: Nicolas Batum, französischer Basketballspieler

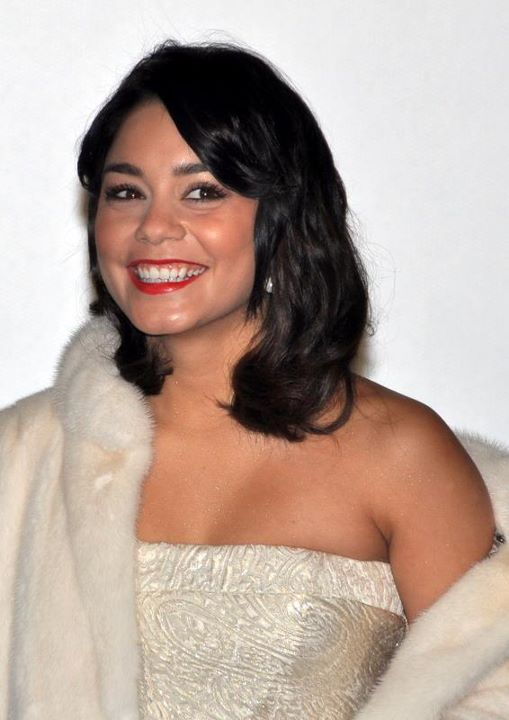
Vanessa Hudgens (* 1988)

- 1988: Vanessa Hudgens, US-amerikanische Schauspielerin und Sängerin
- 1988: Anna-Maria Zimmermann, deutsche Schlagersängerin
- 1989: Amini Fonua, tongaischer Schwimmer
- 1989: Klaus Gjasula, deutsch-albanischer Fußballspieler
- 1989: Casper Ulrich Mortensen, dänischer Handballspieler
- 1990: Bojan Kosić, montenegrinischer Skirennläufer
- 1991: Nicolò Agostini, italienischer Grasskiläufer
- 1991: Stefflon Don, britische Rapperin
- 1991: Tabea Kemme, deutsche Fußballspielerin
- 1991: Samantha Peszek, US-amerikanische Kunstturnerin
- 1992: Ron Helbig, deutscher Schauspieler und Musiker
- 1993: Antonio Giovinazzi, italienischer Automobilrennfahrer
- 1993: Sasha Hostyn, kanadische E-Sportlerin
- 1993: Thanawat Tirapongpaiboon, thailändischer Snookerspieler
- 1994: Rouven Laur, deutscher Polizeihauptkommissar
- 1994: Émile Poirier, kanadischer Eishockeyspieler
- 1996: Myles Amine, san-marinesischer Ringer
- 1996: Dave Gnaase, deutscher Fußballspieler
- 1996: Raphinha, brasilianischer Fußballspieler
- 1997: Arianna Noseda, italienische Ruderin
- 1998ː Sophie Hediger, Schweizer Snowboarderin
- 1998: Lukas Nmecha, deutsch-englischer Fußballspieler
- 1999: Emmy Meli, US-amerikanische Sängerin
- 1999: Zhu Zhenyu, chinesischer Biathlet
- 2000: Marion Oberhofer, italienische Rennrodlerin
- 2000: Jule-Marleen Schuck, deutsche Schauspielerin
- 2000: Daryna Sirantschuk, ukrainische Poolbillardspielerin

### 21. Jahrhundert
- 2002: Francisco Conceição, portugiesischer Fußballspieler
- 2002: Ema Kapustová, slowakische Biathletin
- 2002: Wadim Kurales, kasachischer Biathlet

## Gestorben

### Vor dem 16. Jahrhundert

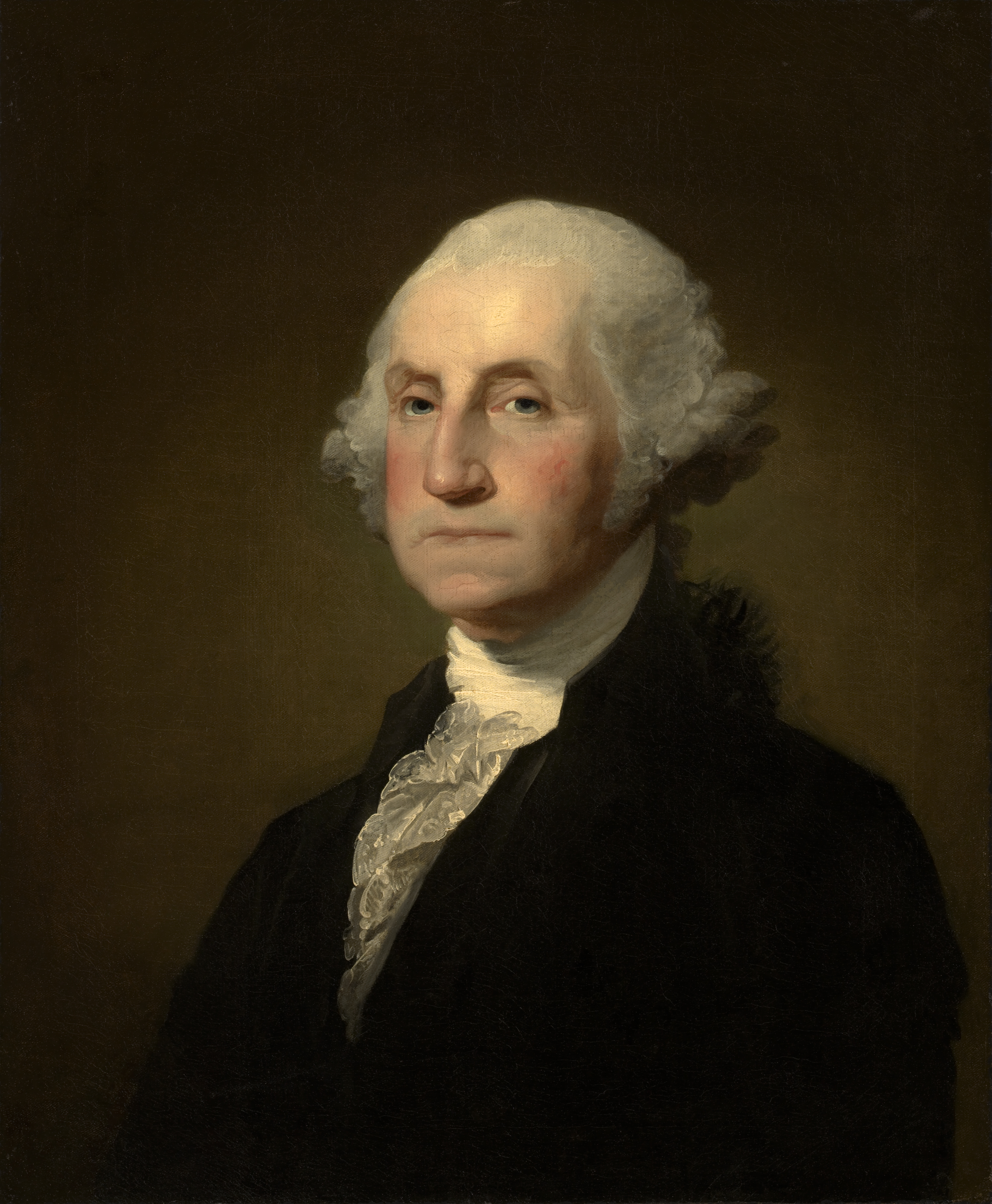
George Washington
(† 1799)

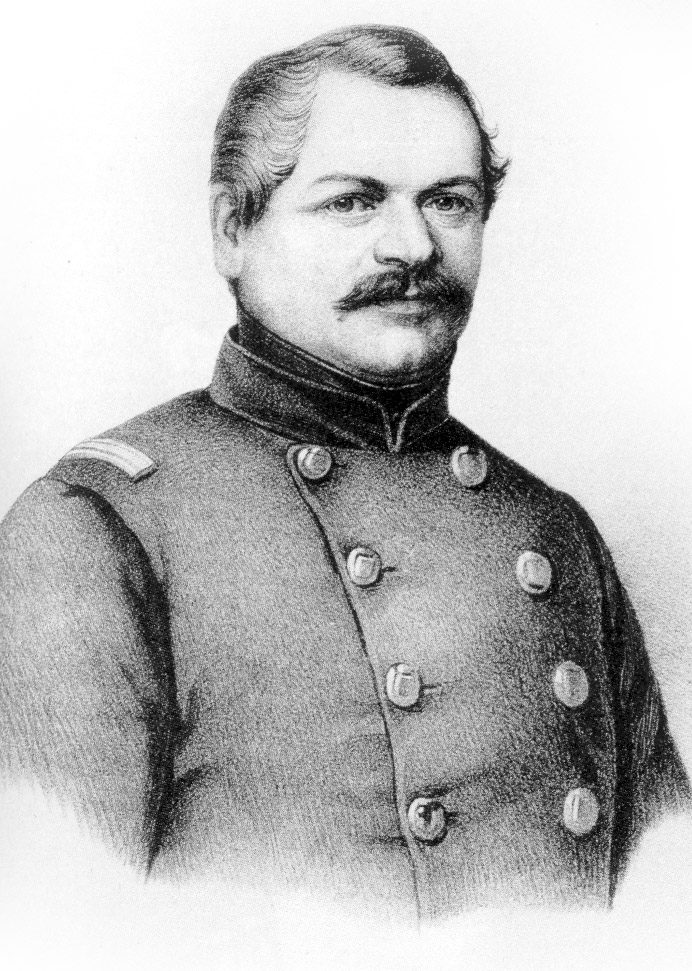
Heinrich Christian Burckhardt († 1879)

- 0705: Aldfrith, König von Northumbria
- 0872: Hadrian II., italienischer Papst
- 1005: Adalbero II., Bischof von Verdun und Metz
- 1015: Arduin von Ivrea, Markgraf von Ivrea und König von Italien
- 1052: Aaron, Abt von St. Martin in Köln
- 1077: Agnes von Poitou, deutsche Königin und Kaiserin
- 1123: Heinrich IV., Herzog von Kärnten und Markgraf von Verona
- 1188: Berthold III., Markgraf von Istrien und von Krain
- 1241: Gernand, Bischof von Brandenburg
- 1248: Walter de Chouson, Walliser Domherr und Großkantor
- 1267: Kasimir I., Herzog von Kujawien
- 1272: Berthold von Regensburg, deutscher Franziskaner und Prediger
- 1292: Edmund von Werth, Priester des Deutschen Ordens und Bischof des Bistums Kurland
- 1308: Christian von Pomesanien, Bischof von Pomesanien
- 1311: Margarete von Brabant, römisch-deutsche Königin, Ehefrau Heinrichs VII.
- 1313: Andreas von Gundelfingen, Bischof von Würzburg
- 1332: Irinchibal, Kaiser der mongolischen Yuan-Dynastie in China
- 1334: Otto IV., Herzog von Niederbayern-Landshut
- 1337: Heinrich II., Graf von Fürstenberg
- 1359: Cangrande II. della Scala, Herr von Verona
- 1392: John Grey, englischer Adeliger
- 1417: John Oldcastle, englischer Adliger und ein Anführer der Lollarden

### 16. bis 18. Jahrhundert
- 1503: Sten Sture der Ältere, Reichsverweser von Schweden
- 1510: Friedrich von Sachsen, Hochmeister des Deutschen Ordens
- 1514: Guillaume Briçonnet, Erzbischof von Narbonne und Reims, Bischof von Nîmes
- 1542: Jakob V., König von Schottland
- 1552: Georg von Limburg-Styrum, Graf von Limburg und Herr zu Styrum
- 1562: William Grey, 13. Baron Grey de Wilton, englischer Adeliger und General
- 1590: Margarethe Seybold, Opfer der Hexenverfolgung im fränkischen Weißenburg im Nordgau
- 1591: Johannes vom Kreuz, spanischer Dichter, Mystiker und Kirchenlehrer, Heiliger
- 1621: Jacob Fransz de Witt, Dordrechter Patrizier und Regent
- 1624: Charles Howard, 1. Earl of Nottingham, englischer Staatsmann und Admiral
- 1634: John Erskine, 19. Earl of Mar, schottischer Adeliger
- 1644: Maria Clara von Spaur, Pflaum und Valör, Äbtissin von Essen, Nottuln und Metelen
- 1677: Christian Albrecht von Dohna, kurbrandenburgischer General
- 1715: Thomas Dongan, 2. Earl of Limerick, englischer Kolonialgouverneur der Provinz New York
- 1716: Friedrich Feuerlein, deutscher lutherischer Theologe
- 1717: Otto Magnus von Dönhoff, brandenburgisch-preußischer Generalleutnant und Gesandter
- 1726: François Dumont, französischer Bildhauer
- 1731: Joseph Balthasar Hochreither, österreichischer Organist und Komponist
- 1734: Noël-Nicolas Coypel, französischer Maler
- 1734: Valentin Müller, deutscher Orgelbauer
- 1740: Johann Amman, Schweizer Arzt und Botaniker
- 1746: José Antonio de Mendoza Caamaño y Sotomayor, spanischer Kolonialverwalter und Vizekönig von Peru
- 1755ː Agnese Maria von Hohnhorst, Äbtissin im Kloster Wienhausen
- 1760: Georg Peter Zenckel, deutscher evangelischer Theologe und Hochschullehrer
- 1761: Karl Friedrich II., Herzog von Württemberg-Oels
- 1765: Johann Peter Benkert, Hofbildhauer zu Bamberg und Gastwirt in Potsdam
- 1765: Axel Erik Roos, schwedischer Baron, Generalleutnant und Landeshauptmann
- 1768: Ulla Tessin, schwedischer Hofdame, Oberhofmeisterin und Gräfin

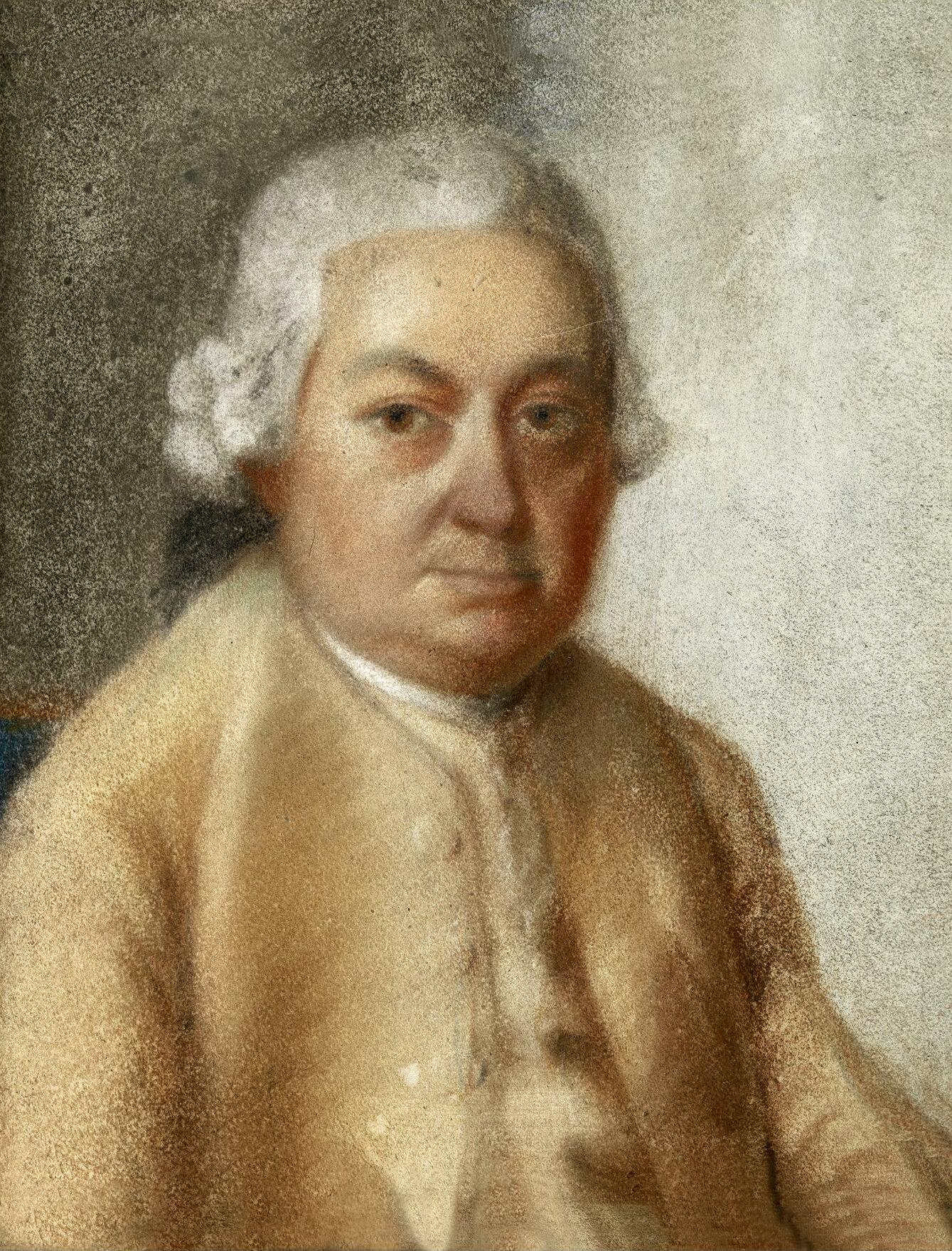
Carl Philipp Emanuel Bach († 1788)

- 1773: Johann Lorenz Bach, deutscher Komponist
- 1773: José Joaquín de Viana, spanischer Politiker und Militär baskischer Herkunft, Gouverneur von Montevideo
- 1780: Ignatius Sancho, englischer Komponist und Schriftsteller afrikanischer Herkunft
- 1788: Carl Philipp Emanuel Bach, deutscher Komponist
- 1790ː Juliane Auguste Henriette von Winterfeldt, deutsche Domina und Äbtissin des evangelischen Damenstifts Kloster Stift zum Heiligengrabe
- 1791: Johann Franz Christoph Steinmetz, deutscher evangelischer Theologe
- 1794: Georg Theodor Strobel, deutscher lutherischer Theologe und Kirchenhistoriker
- 1799: George Washington, erster US-amerikanischer Präsident, Oberbefehlshaber der Kontinentalarmee im Unabhängigkeitskrieg, Gründervater der USA

### 19. Jahrhundert

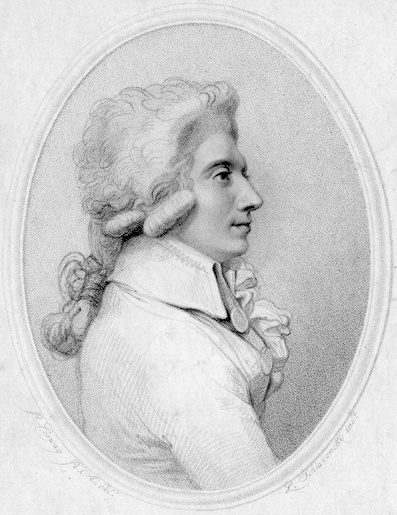
Luigi Marchesi († 1829)

- 1806: John Breckinridge, US-amerikanischer Politiker
- 1810: Cyrus Griffin, US-amerikanischer Politiker, Präsident des Kontinentalkongresses
- 1810: François Péron, französischer Botaniker und Zoologe
- 1826: Johann Georg Treuttel, französischer Buchhändler und Verleger
- 1828: Marc Guillaume Alexis Vadier, französischer Revolutionär
- 1829: Luigi Marchesi, italienischer Opernsänger und Kastrat
- 1843: John Claudius Loudon, britischer Botaniker und Landschaftsarchitekt
- 1847: Manuel José Arce y Fagoaga, Präsident der Zentralamerikanischen Konföderation
- 1849: Conradin Kreutzer, deutscher Komponist
- 1858: Michael Woolston Ash, US-amerikanischer Politiker
- 1860: George Hamilton Gordon, britischer Politiker
- 1861: Tommaso Mossi, italienischer Geistlicher
- 1861: Albert von Sachsen-Coburg und Gotha, Ehemann der britischen Königin Victoria
- 1869: Pietro Tenerani, italienischer Bildhauer
- 1873: Louis Agassiz, US-amerikanischer Zoologe und Geologe
- 1877: Johann Michael Franz Birnbaum, deutscher Rechtsgelehrter und Dramatiker
- 1878: Alice von Großbritannien und Irland, Tochter der britischen Königin Victoria, Großherzogin von Hessen
- 1879: Heinrich Christian Burckhardt, deutscher Forstmann, leitender Forstbeamter
- 1882: Heinrich Wilhelm Krausnick, deutscher Jurist, Oberbürgermeister von Berlin
- 1883: Prospero Albrici, Schweizer Jurist, Weinhändler und Politiker
- 1889: Cölestin Josef Ganglbauer, Erzbischof von Wien
- 1891: Ferdinand von Roemer, deutscher Geologe, Paläontologe und Mineraloge
- 1892: Adams George Archibald, kanadischer Rechtsanwalt und Politiker
- 1893: Carl Gotthilf Büttner, deutscher evangelischer Missionar, Pastor und Sprachwissenschaftler
- 1893ː Karolina Karlowna Pawlowa, russische Schriftstellerin
- 1894: Karl Friedrich Schmidhäuser, württembergischer Regierungspräsident
- 1895: Paulus Ludolf Kardinal Melchers, deutscher Jesuit, Bischof von Osnabrück, Erzbischof von Köln

### 20. Jahrhundert

#### 1901–1950

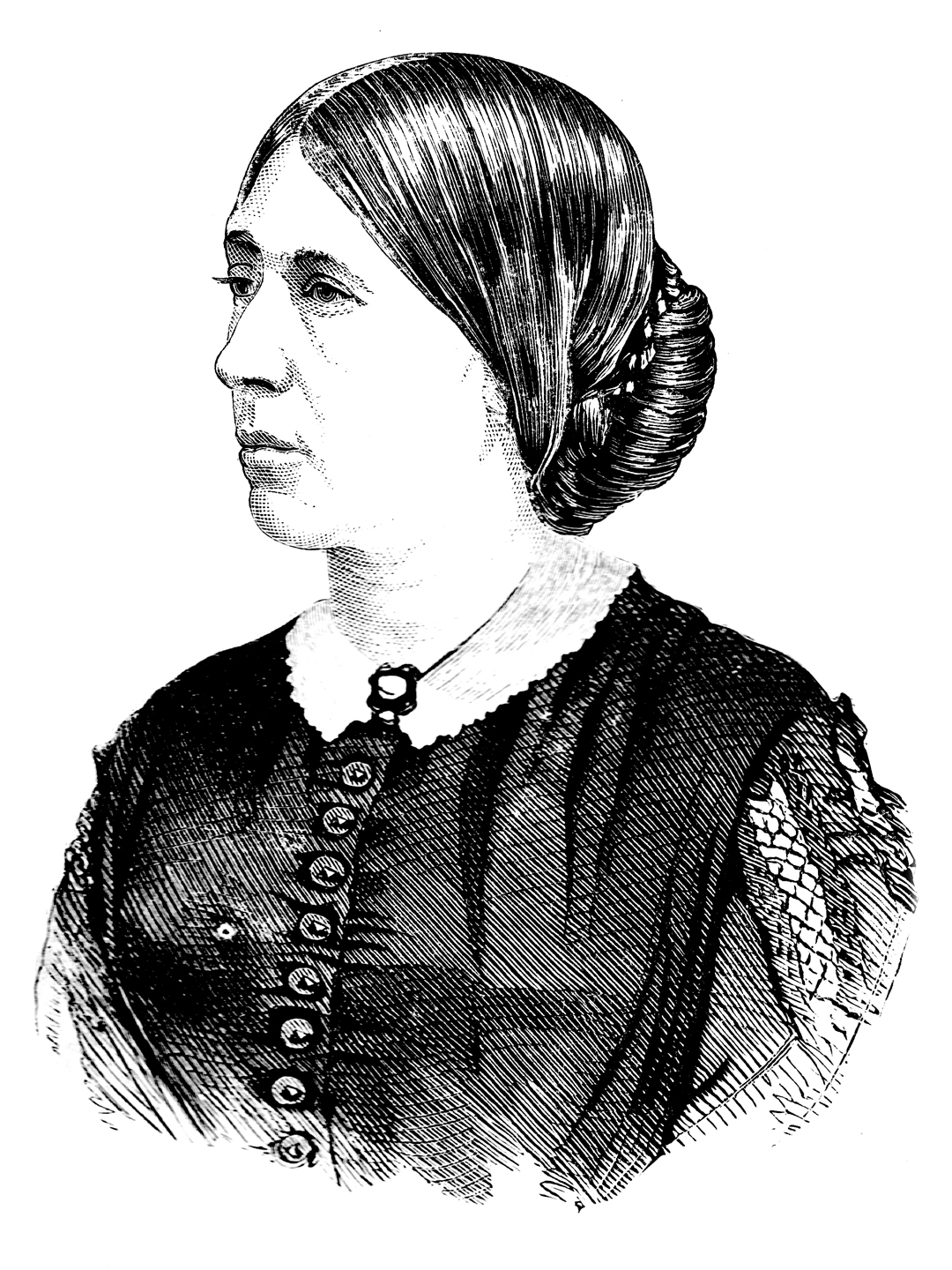
Julia Grant († 1902)

- 1902ː Julia Grant, US-amerikanische First Lady
- 1906: John Mercer Brooke, US-amerikanische Erfinder und Militärausbilder
- 1906: Federico Consolo (sephardisch-hebräischer Name: Jehel Nahamán), italienischer Geiger und Komponist
- 1906: Jean Abraham Chrétien Oudemans, niederländischer Astronom
- 1910: Henri Gonin, Schweizer evangelischer Missionar
- 1914: Giovanni Sgambati, italienischer Pianist, Dirigent und Komponist
- 1916: Norbert von Hellingrath, deutscher Germanist
- 1918: Walter Kern, deutscher Architekt und Regierungsbaumeister
- 1918: Sidónio Pais, portugiesischer Militär, Putschist und Staatspräsident
- 1920: Otto Wilhelm Scharenberg, deutscher Architekt und Stadtbaurat
- 1923: Giuseppe Gallignani, italienischer Komponist und Musikpädagoge
- 1923: Théophile-Alexandre Steinlen, französischer Maler und Grafiker
- 1924: Franciszek Słomkowski, polnischer Geiger, Dirigent, Musikpädagoge und Komponist
- 1929: Erich Harbort, deutscher Geologe
- 1929: Frieda Jung, deutsche Heimatdichterin aus Ostpreußen
- 1929: Josef Noldin, Südtiroler Jurist
- 1935: Stanley G. Weinbaum, US-amerikanischer Science-Fiction-Schriftsteller
- 1936: Joseph Bloch, russisch-deutscher Publizist, Herausgeber der Sozialistische Monatshefte
- 1938: Maurice Emmanuel, französischer Komponist
- 1943: Fritz Muth, deutscher Dekorations- und Kirchenmaler
- 1945ː Elisabeth Andrae, deutsche Malerin
- 1945: Adolf Jutz, deutscher Maler und Zeichner
- 1947: Stanley Baldwin, britischer Premierminister
- 1947ː Lilly Reich, deutsche Designerin und Innenarchitektin
- 1948: R. O. Morris, englischer Komponist und Musikpädagoge

#### 1951–1975
- 1951: Hans-Detlef Herhudt von Rohden, deutscher Luftwaffenoffizier
- 1952: Fartein Valen, norwegischer Komponist
- 1953: Marjorie Kinnan Rawlings, US-amerikanische Schriftstellerin
- 1954: Sergei Protopopow, russischer Komponist
- 1954ː Erminia von Olfers-Batocki, deutsche Schriftstellerin
- 1954: Emil Rausch, deutscher Schwimmer
- 1954: Willem Vogelsang, niederländischer Kunsthistoriker
- 1956: Juho Kusti Paasikivi, finnischer Politiker, Ministerpräsident, Staatspräsident
- 1957: Josef Lada, tschechischer Illustrator und Kinderbuchautor
- 1958: René Guillou, französischer Komponist
- 1960: Hermine Körner, deutsche Schauspielerin
- 1961: Richard Schirrmann, Gründer des Deutschen Jugendherbergswerks
- 1962: Nazzareno De Angelis, italienischer Opernsänger
- 1962: Hugo Auvera, deutscher Unternehmer
- 1963: Hans Abraham, deutscher Gewichtheber
- 1963: Marie Marvingt, französische Pilotin und Krankenschwester

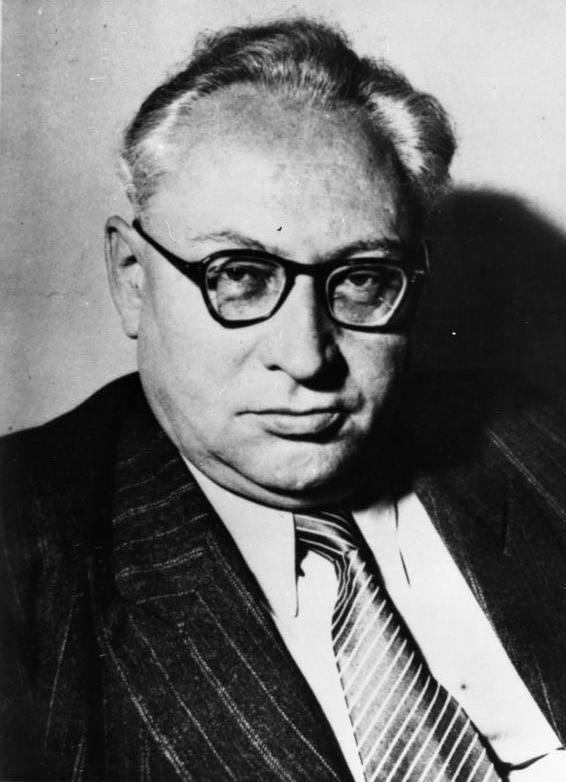
Erich Ollenhauer († 1963)

- 1963: Erich Ollenhauer, deutscher Politiker, MdB, Fraktions- und Parteivorsitzender
- 1963: Dinah Washington, US-amerikanische Sängerin
- 1964: William Bendix, US-amerikanischer Schauspieler
- 1964: Francisco Canaro, uruguayisch-argentinischer Musiker und Arrangeur, Bandleader und Komponist
- 1964: Rolland-Georges Gingras, kanadischer Organist, Musikkritiker und Komponist
- 1964ː Olga Essig, Schulreformerin und Berufspädagogin in der deutschen Frauenbewegung
- 1965: Hellmuth Felmy, deutscher Luftwaffenoffizier, Kriegsverbrecher
- 1966: Emma Dunn, US-amerikanische Schauspielerin
- 1966: Isaak Pomerantschuk, russischer Physiker
- 1968: Jack Rice, US-amerikanischer Schauspieler
- 1972: Otakar Votík, tschechoslowakischer Ruderer
- 1973: Josef Magnus Wehner, deutscher Schriftsteller und Bühnenautor
- 1974: Wilhelm Pleyer, sudetendeutscher Schriftsteller und Journalist
- 1974: Fritz Szepan, deutscher Fußballspieler
- 1974: Carl Wurster, deutscher Chemiker und Wehrwirtschaftsführer
- 1975: Johannes Brockmann, deutscher Politiker, MdL, MdB
- 1975: Mongezi Feza, südafrikanischer Jazzmusiker
- 1975: Tillie Voss, US-amerikanischer American-Football-Spieler

#### 1976–2000

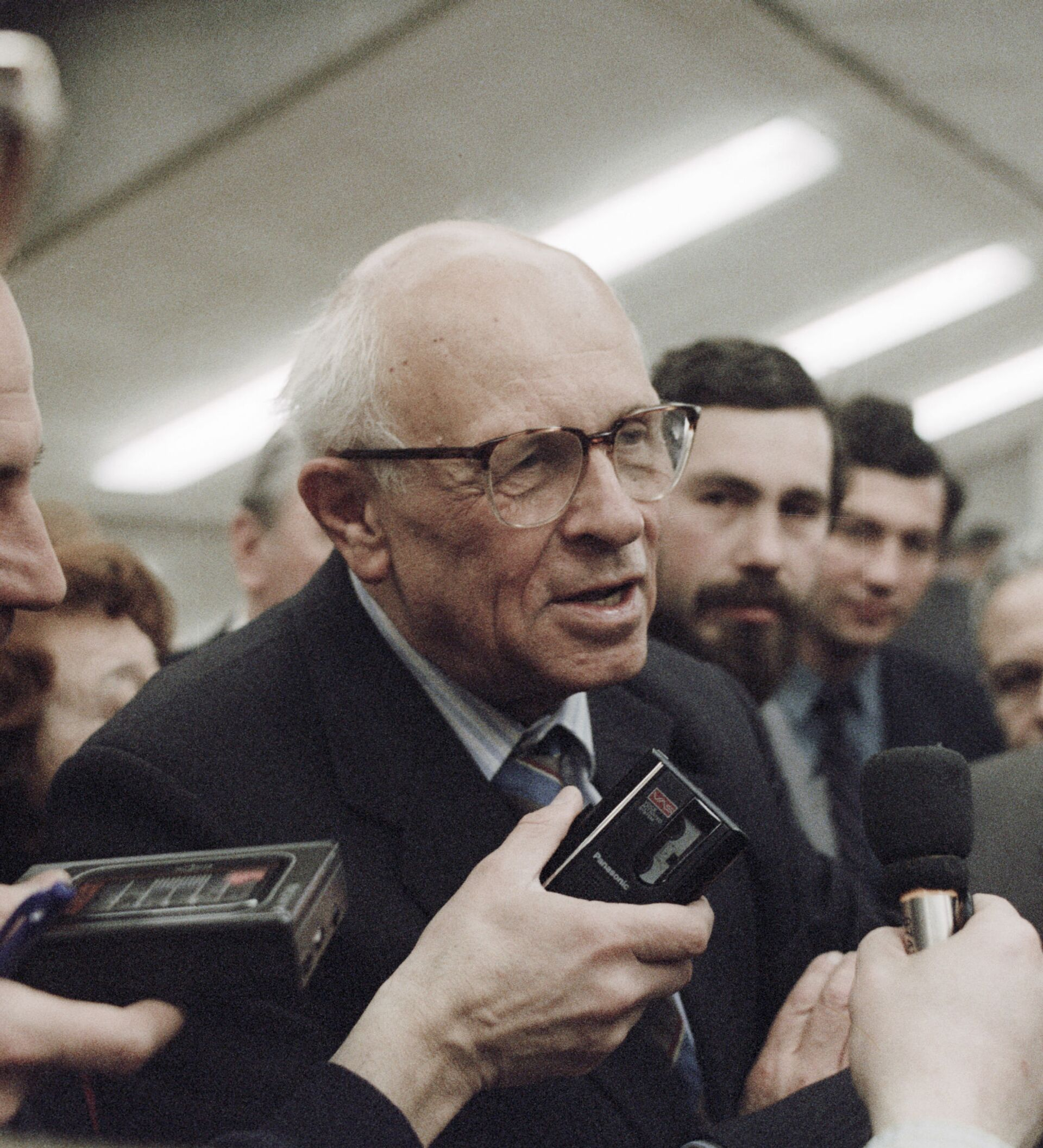
Andrei Sacharow († 1989)
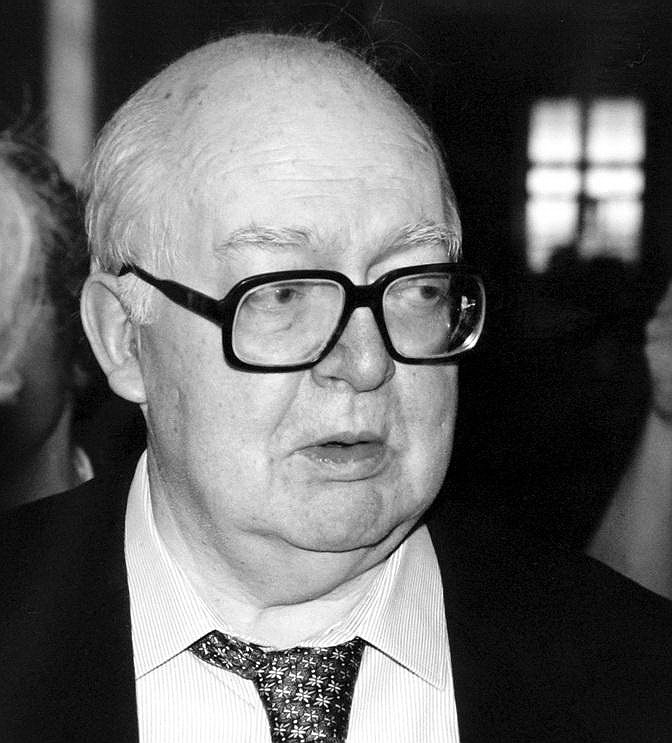
Friedrich Dürrenmatt († 1990)
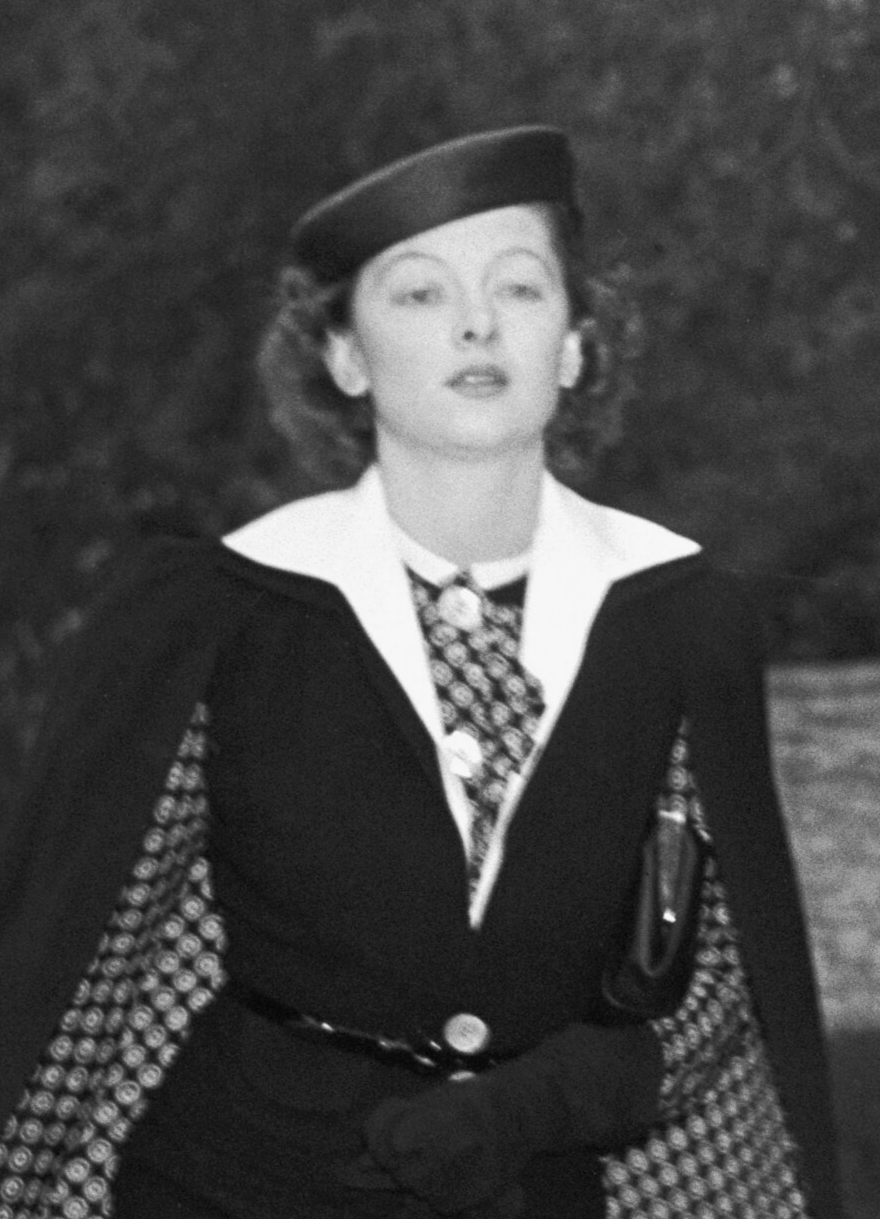
Myrna Loy († 1993)

- 1976: Lilli Martius, deutsche Kunsthistorikerin
- 1977: Sydney James Butlin, australischer Wirtschaftswissenschaftler und -historiker
- 1978: Salvador de Madariaga, spanischer Diplomat und Schriftsteller
- 1981: Edgar J. Anzola, venezolanischer Filmproduzent, Rundfunkpionier, Journalist und Karikaturist
- 1981ː Elisabeth Binz-Winiger, Schweizer Frauenrechtlerin
- 1981: Paolo Mosconi, italienischer Erzbischof
- 1982: Hans Simon, deutscher Komponist und Kapellmeister
- 1983: Basilio Mario Biucchi, Schweizer Politiker und Hochschullehrer
- 1984: Vicente Aleixandre, spanischer Lyriker, Nobelpreisträger
- 1987: Raúl Damonte Botana, argentinischen Comiczeichner
- 1987: Georg Knöpfle, deutscher Fußballspieler und -trainer
- 1988: Otto Hongler, Schweizer Wirtschaftswissenschaftler und Hochschullehrer
- 1989: Andrei Sacharow, russischer Physiker, Dissident und Friedensnobelpreisträger
- 1990: Friedrich Dürrenmatt, Schweizer Schriftsteller
- 1990: Francisco Gabilondo Soler, mexikanischer Autor, Komponist und Interpret von Kinderliedern
- 1990: Johannes Fürst von Thurn und Taxis, deutscher Adliger, Großgrundbesitzer und Unternehmer
- 1993: Hans-Georg Burghardt, deutscher Musikwissenschaftler und Komponist
- 1993: Myrna Loy, US-amerikanische Schauspielerin
- 1993: Silvina Ocampo Aguirre, argentinische Schriftstellerin und Übersetzerin
- 1994: Orval Faubus, US-amerikanischer Politiker
- 1994: Mary Ann McCall, US-amerikanische Jazzsängerin
- 1998: Johann Cilenšek, deutscher Komponist
- 1998ː Margot Schürmann, deutsche Architektin
- 1998: Will Tremper, deutscher Filmregisseur
- 1999: Ingo Schubert, deutscher Arzt, Hochschullehrer und Politiker
- 2000: Yayo el Indio, puerto-ricanischer Sänger

### 21. Jahrhundert
- 2001: Elisabeth Augustin, deutsch-niederländische Schriftstellerin
- 2001: René Besson, Schweizer Schauspieler
- 2001: W. G. Sebald, deutscher Schriftsteller
- 2002: Boris Arakelow, sowjetischer bzw. russischer Schauspieler und Synchronsprecher
- 2004: Candice Daly, US-amerikanische Schauspielerin
- 2004: Britta Neander, deutsche Musikerin
- 2004: Fernando Poe Jr., philippinischer Politiker und Filmstar
- 2004: Carsten Peter Thiede, deutscher Historiker und Papyrologe
- 2005: Erhard Ahmann, deutscher Fußballspieler und Trainer
- 2005: Ruth Amiran, israelische Archäologin
- 2006: Juan Azúa, chilenischer Dirigent
- 2006: Ahmet Ertegün, türkisch-US-amerikanischer Unternehmer, Mitbegründer von Atlantic Records und New York Cosmos
- 2006: Otmar Mácha, tschechischer Komponist
- 2009: Alan A’Court, englischer Fußballspieler und -trainer
- 2009: Dario Robbiani, Schweizer Politiker und Journalist
- 2010: Elisa Gabbai, israelische Schlagersängerin
- 2011: Gundula Rapsch, deutsche Schauspielerin
- 2012: Klaus Köste, deutscher Geräteturner
- 2012: Hans-Joachim Weimann, deutscher Forstwissenschaftler
- 2013ː Janet Abu-Lughod, US-amerikanische Soziologin
- 2013: Peter O’Toole, irischer Schauspieler
- 2014ː Lillian Barylli-Fayer, österreichische Fotografin
- 2014ː Irene Dalis, US-amerikanische Opernsängerin in den Stimmlagen Mezzosopran und Alt
- 2016: Karel Husa, US-amerikanischer Komponist tschechischer Herkunft
- 2017: John Hotchkis, US-amerikanischer Automobilrennfahrer
- 2018: Horst Herold, deutscher Kriminalist
- 2018: Bruno Stefanini, Schweizer Immobilienbesitzer und Kunstsammler
- 2019: Anna Karina, dänisch-französische Schauspielerin
- 2020: Seppo Vainio, finnischer Eishockeyspieler
- 2021: Karl Heinz Wahren, deutscher Komponist und Pianist
- 2022: Kornélia Ihász, ungarische Eisschnellläuferin und Radsportlerin
- 2022: Wulf Kirsten, deutscher Lyriker und Prosaautor
- 2022: Alfons Messerschmitt, deutscher Sportschütze
- 2022: Sinnayah Sabapathy, malaysischer Leichtathlet
- 2022: Sybil Gräfin Schönfeldt, österreichisch-deutsche Schriftstellerin und Journalistin
- 2023ː Sybille Stamm, deutsche Gewerkschafterin
- 2024: Franz Eugen Dostal, österreichischer Komponist, Dirigent, Regisseur und Dramaturg
- 2024ː Rachel Dror, deutsche jüdische Lehrerin, Zeitzeugin
- 2024ː Ingeborg Maus, deutsche Politologin

## Feier- und Gedenktage
- Kirchliche Gedenktage
  - Hl. Johannes vom Kreuz, spanischer Dichter, Mystiker und Kirchenlehrer (anglikanisch, katholisch, evangelisch: ELCA)
  - Sel. Berthold von Regensburg, deutscher Ordensmann, Priester und Volksprediger (evangelisch, katholisch)
  - John Oldcastle, englischer Märtyrer (evangelisch)
- Namenstage
  - Johannes

Weitere Einträge enthält die Liste von Gedenk- und Aktionstagen.